# 르노 메간
르노 메간(Renault Mégane)은 프랑스의 르노가 생산하는 승용차다.

## 1세대

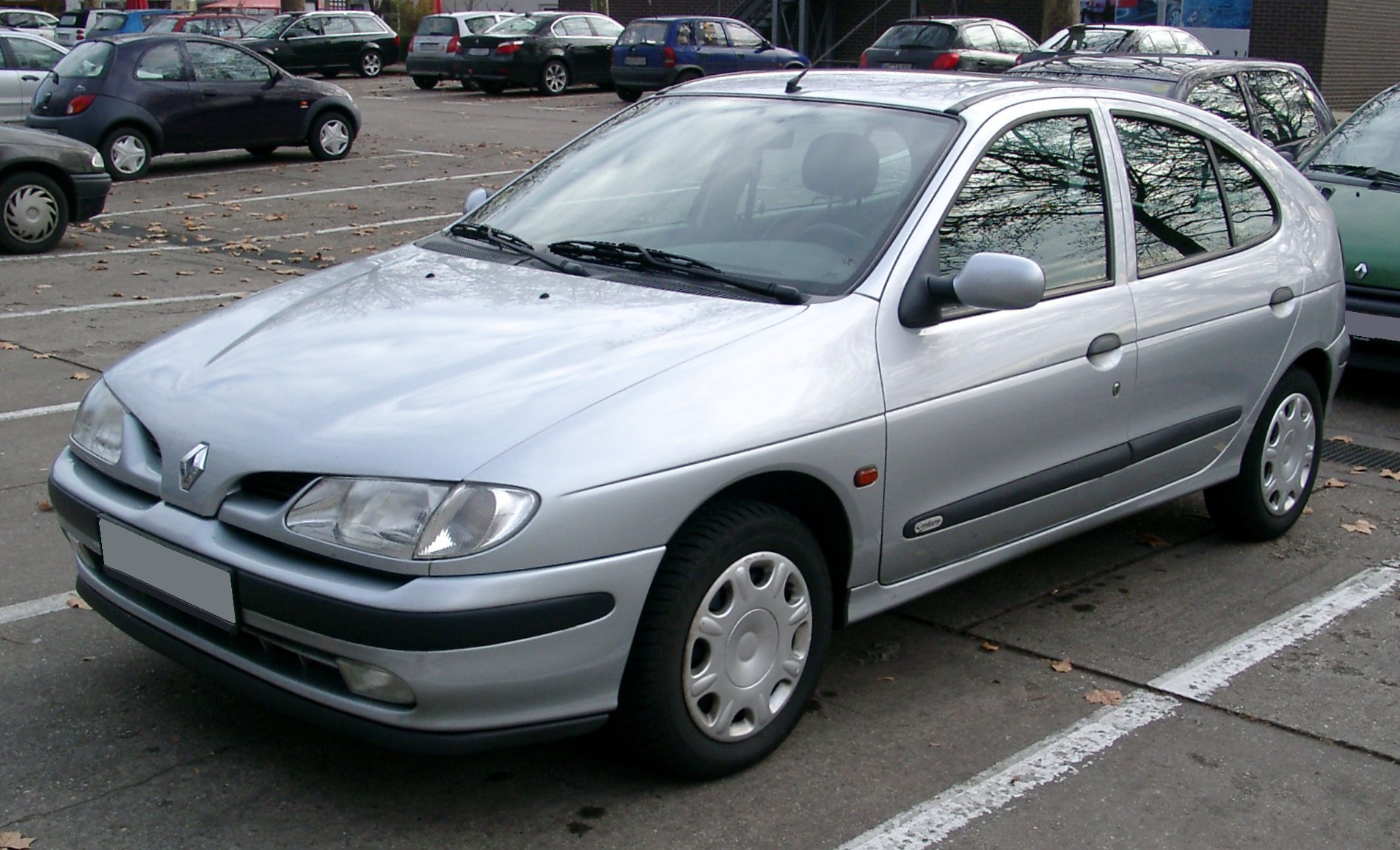
르노 메간(해치백 전기형) 정측면

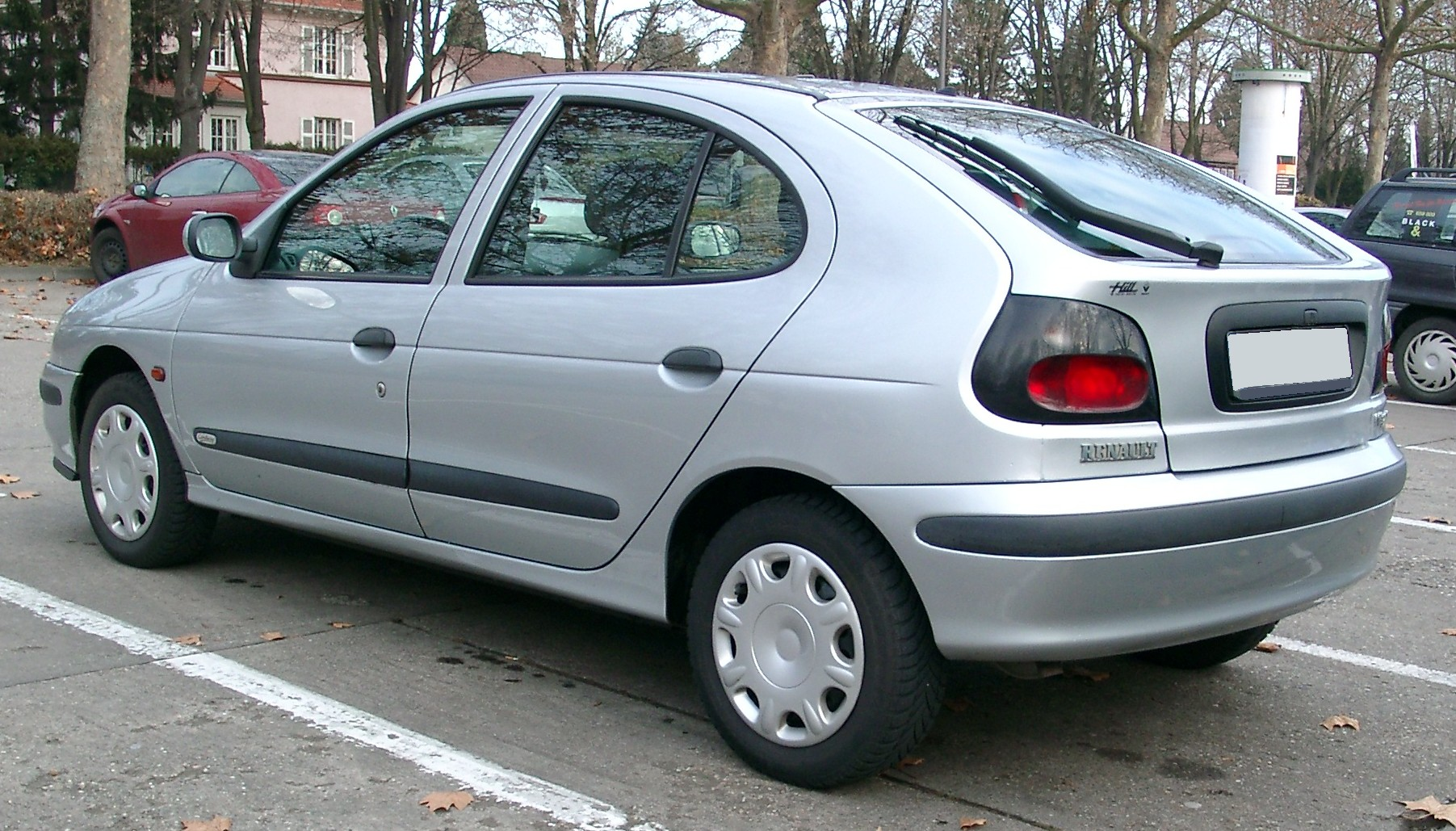
르노 메간(해치백 전기형) 후측면

1995년에 19의 후속 차종으로 출시되었다. 출시 당시에 바디 타입은 해치백과 쿠페로 나뉘어 있었다. 엔진과 트랜스미션 등 기본적인 메카니즘은 19의 것을 이월했으나, 뒷 좌석 중앙의 3점식 시트 벨트, 프리텐셔너 및 로드 리미터 내장 앞 좌석 시트 벨트, 운전석 에어백 등이 적용되어 1998년에 실시된 유로 앤캡 충돌 테스트에서 높은 안전성을 입증했다. 1996년에는 세단과 컨버터블이 추가되었고, 1998년에는 스테이션 왜건이 추가되었다. 1999년에 페이스 리프트를 거쳐 헤드 램프, 라디에이터 그릴, 리어 램프 등이 변경되었다.

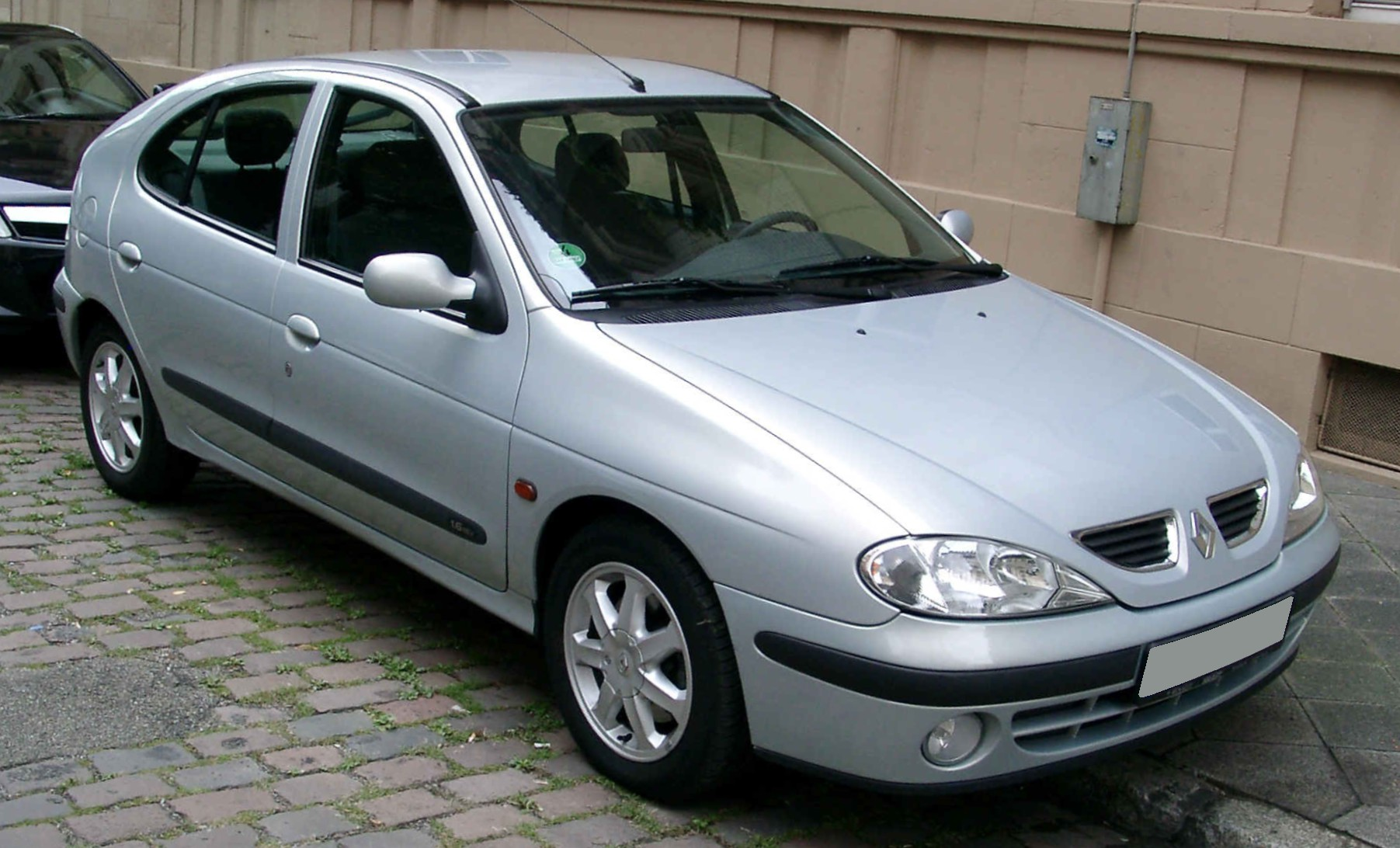
르노 메간(해치백 후기형) 정측면
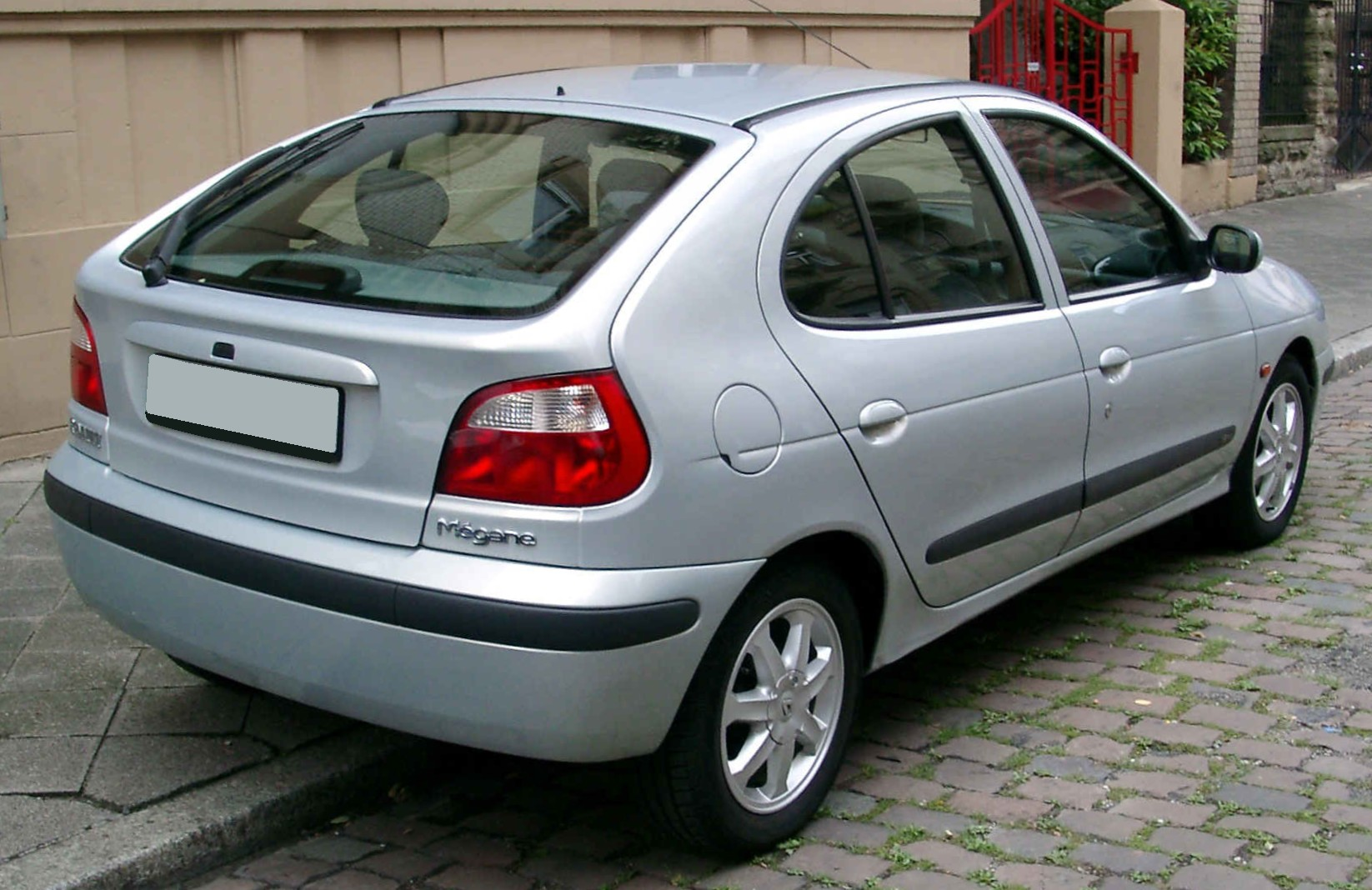
르노 메간(해치백 후기형) 후측면
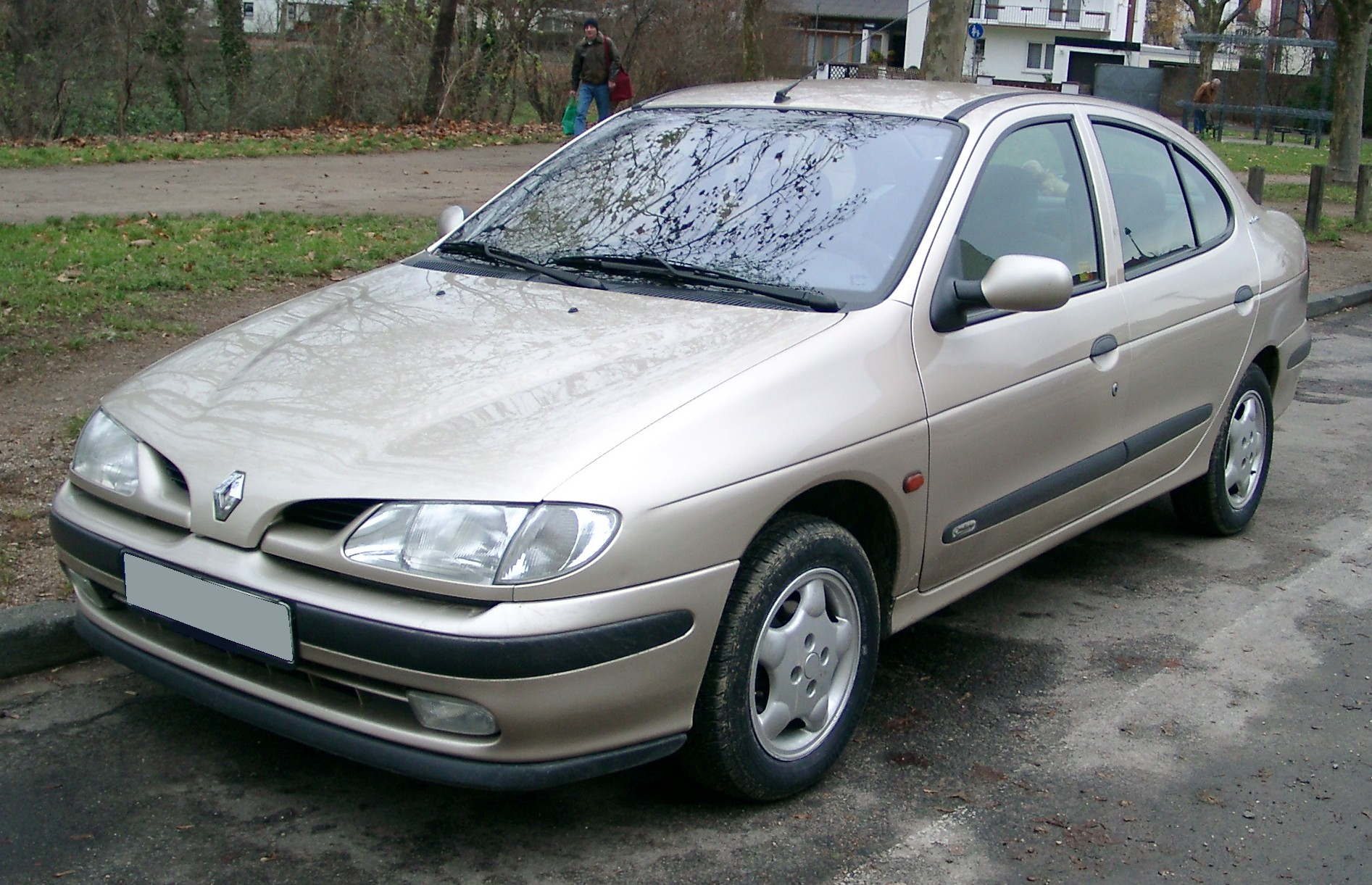
르노 메간(세단 전기형) 정측면
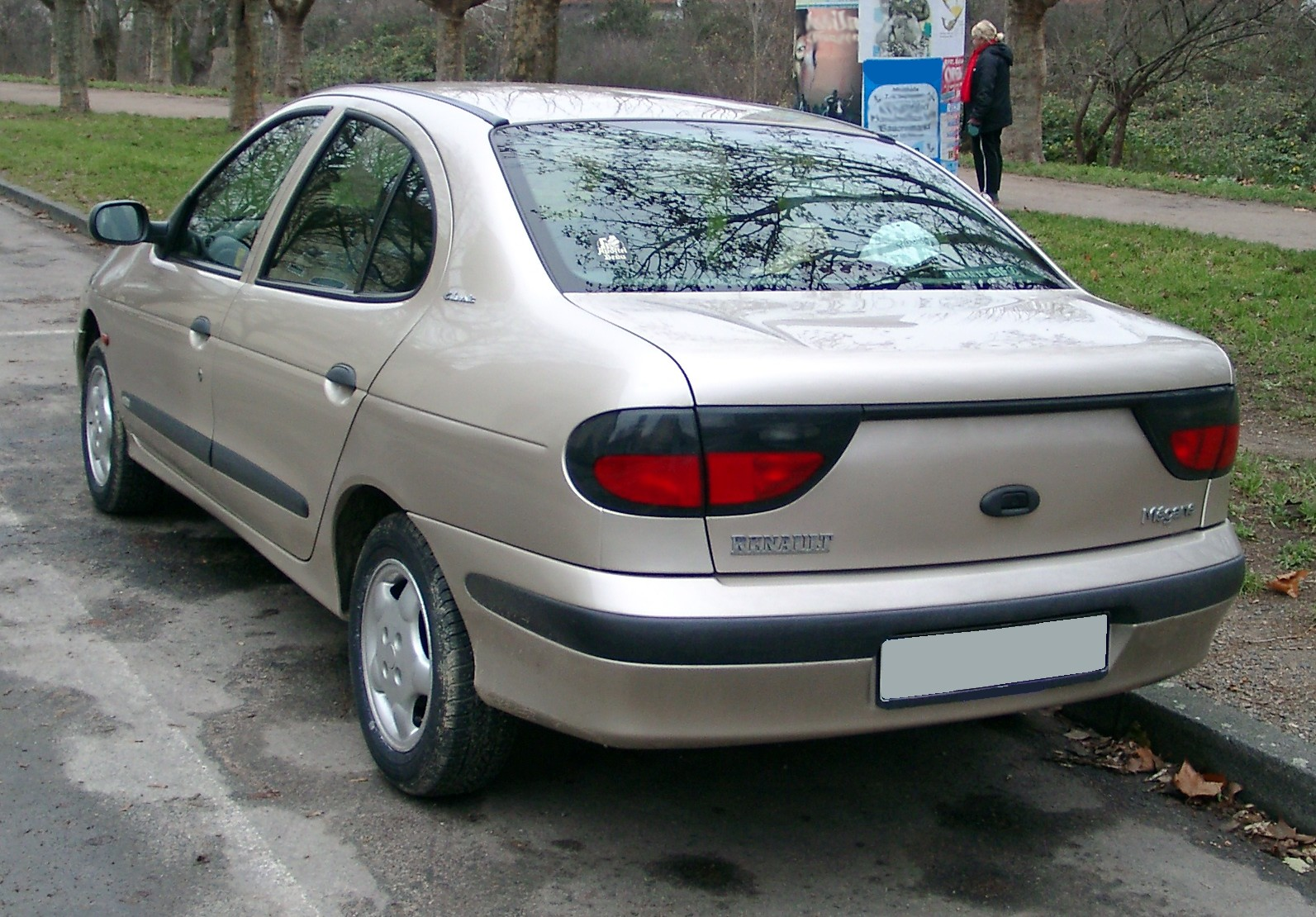
르노 메간(세단 전기형) 후측면
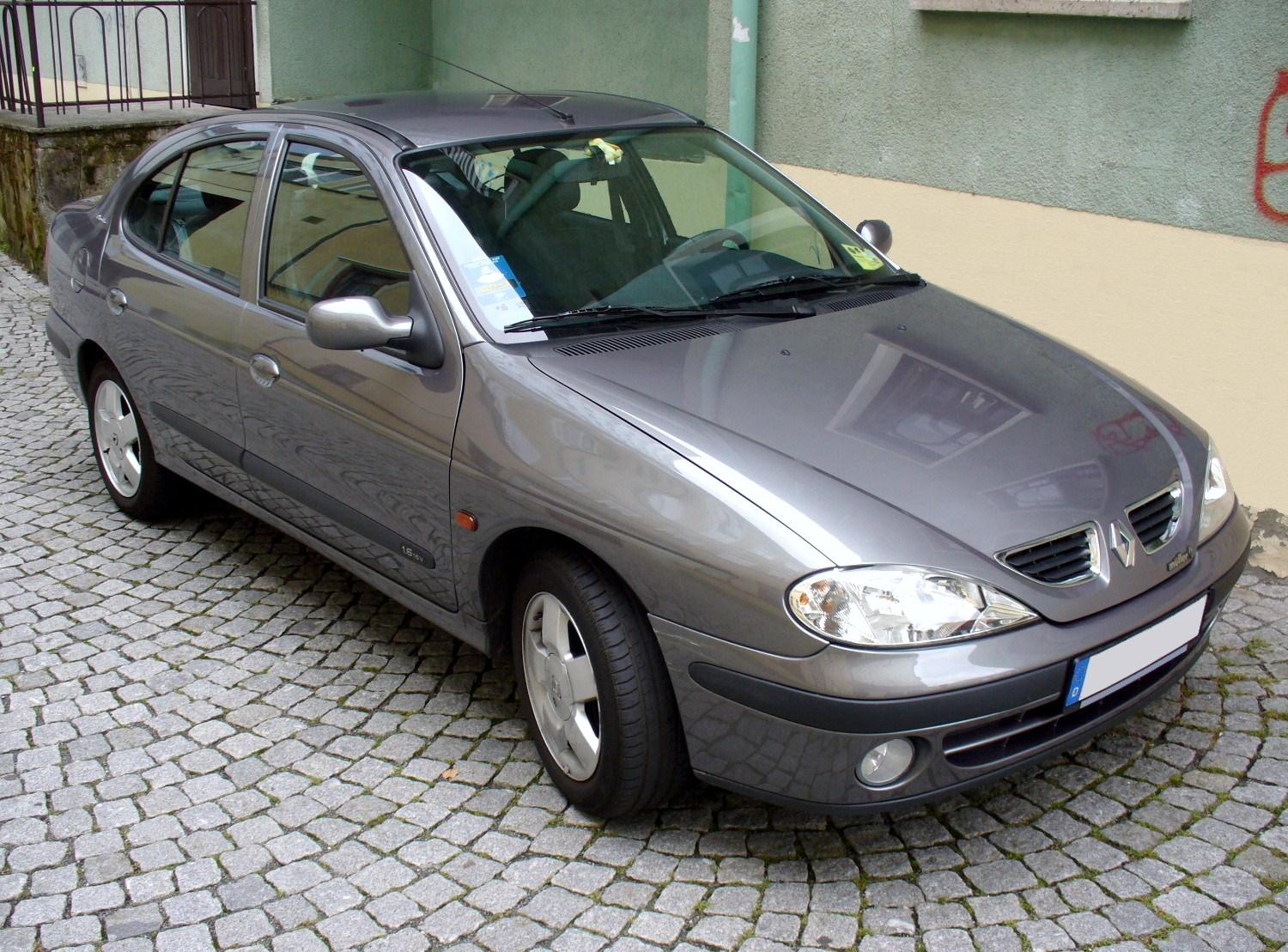
르노 메간(세단 후기형) 정측면
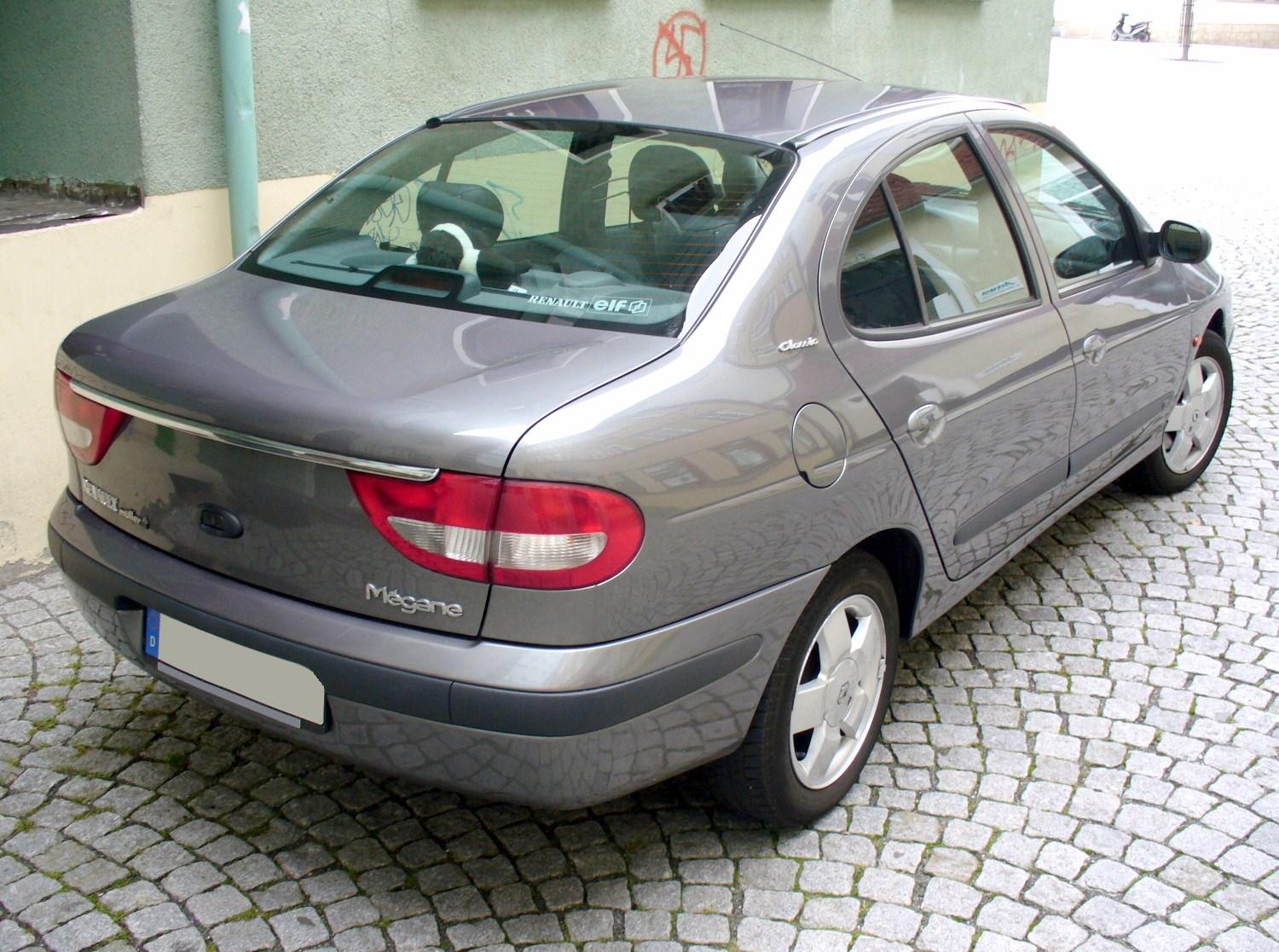
르노 메간(세단 후기형) 후측면
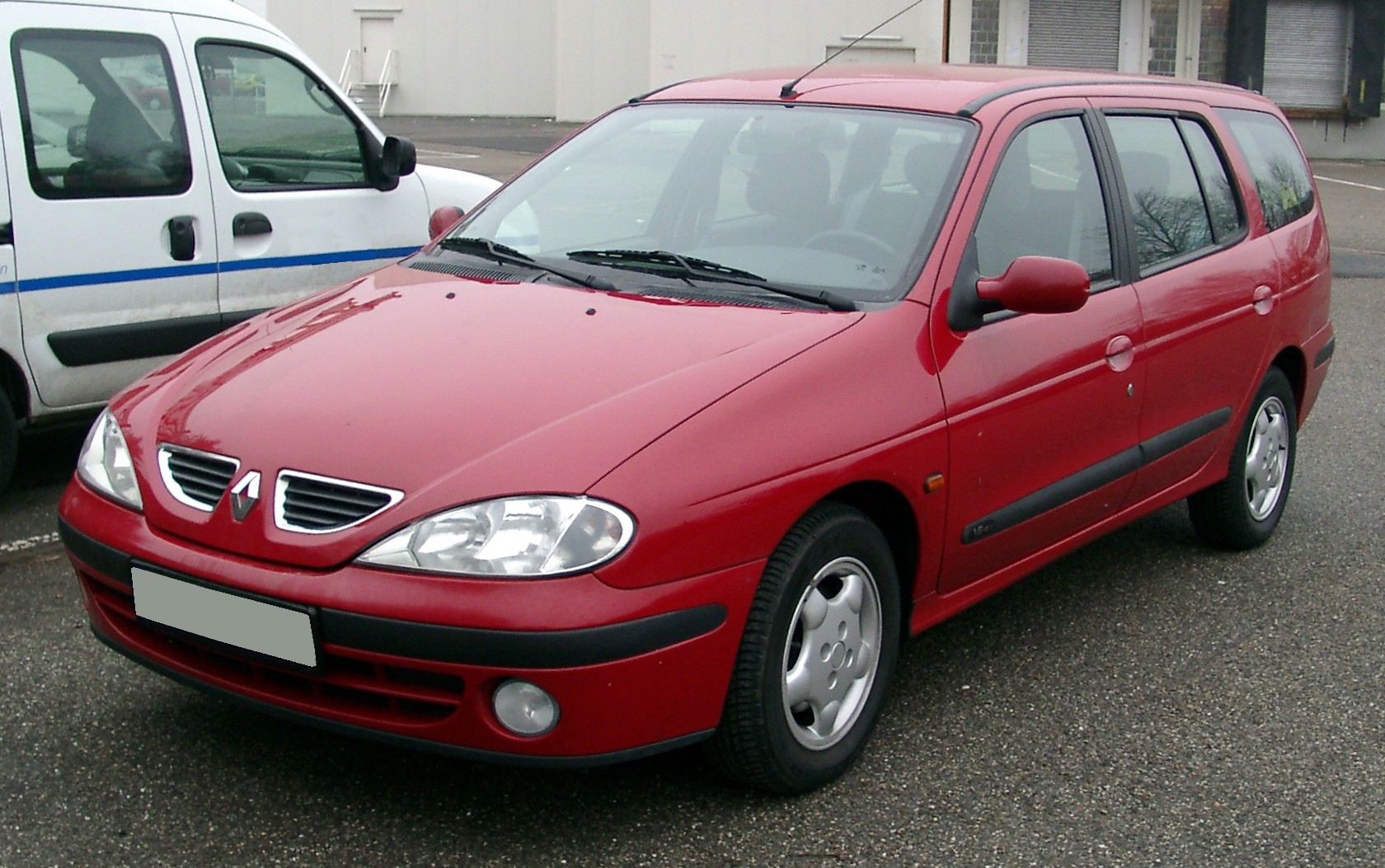
르노 메간(왜건 후기형) 정측면
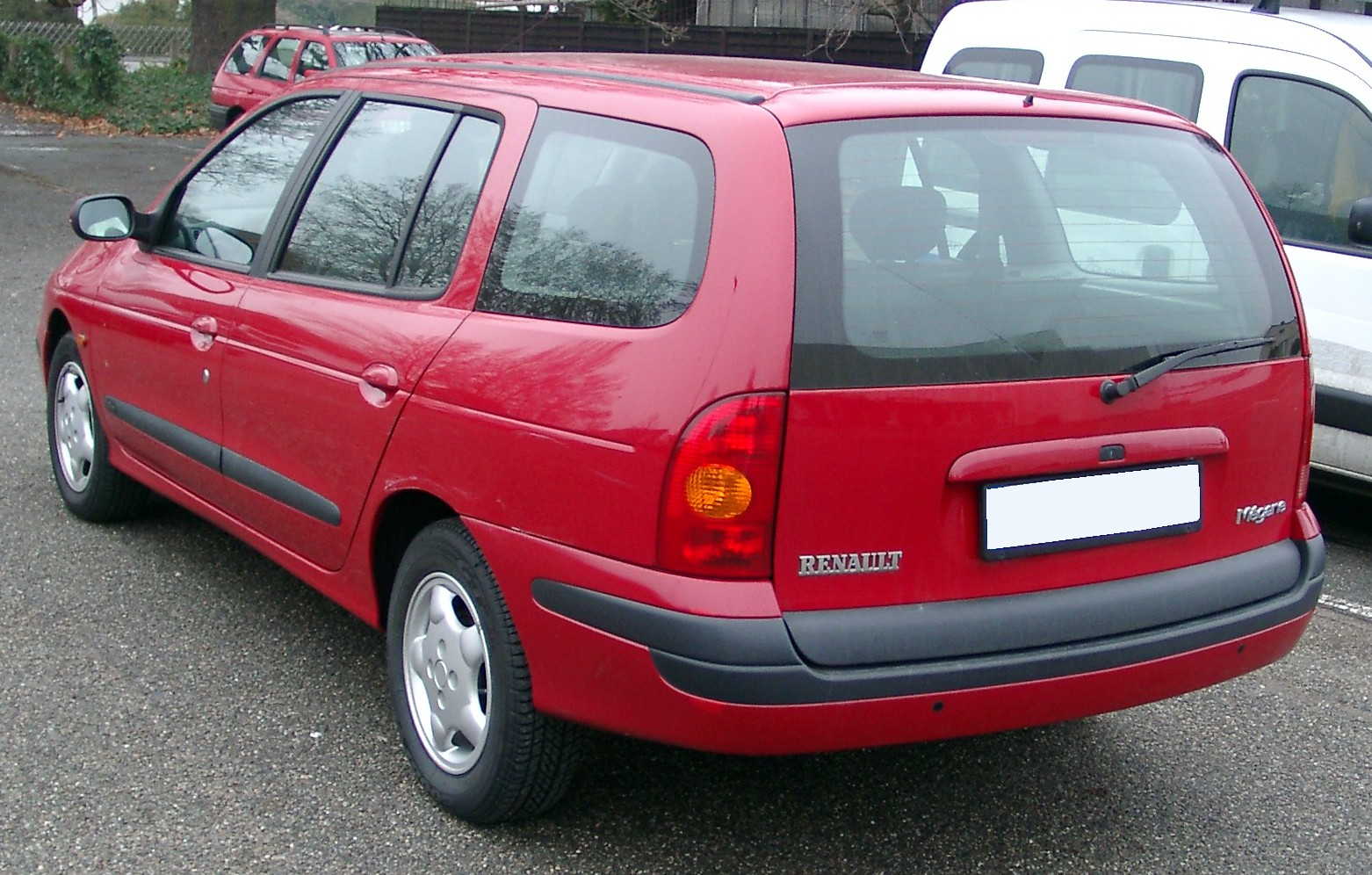
르노 메간(왜건 후기형) 후측면
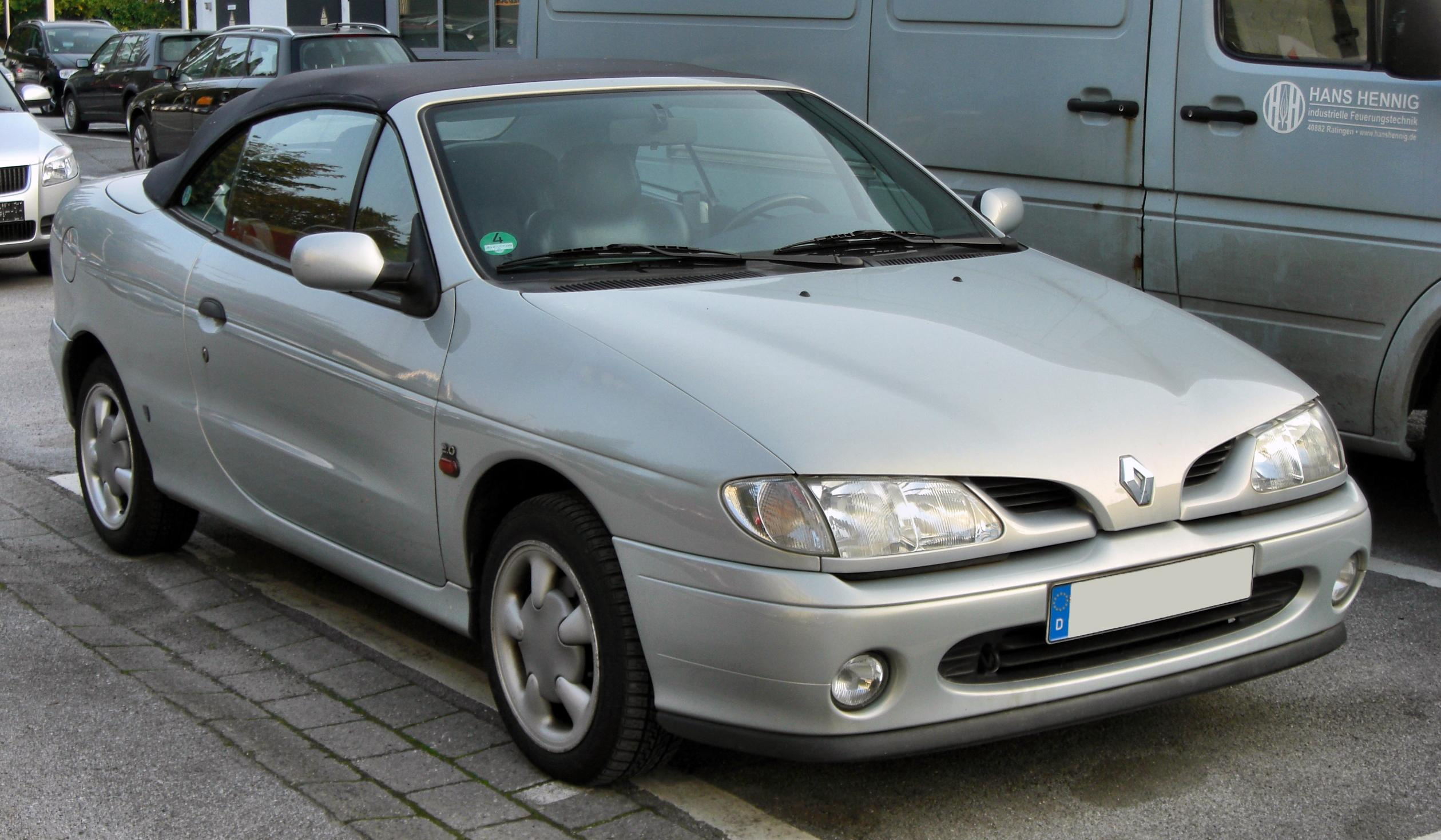
르노 메간(컨버터블 전기형) 정측면
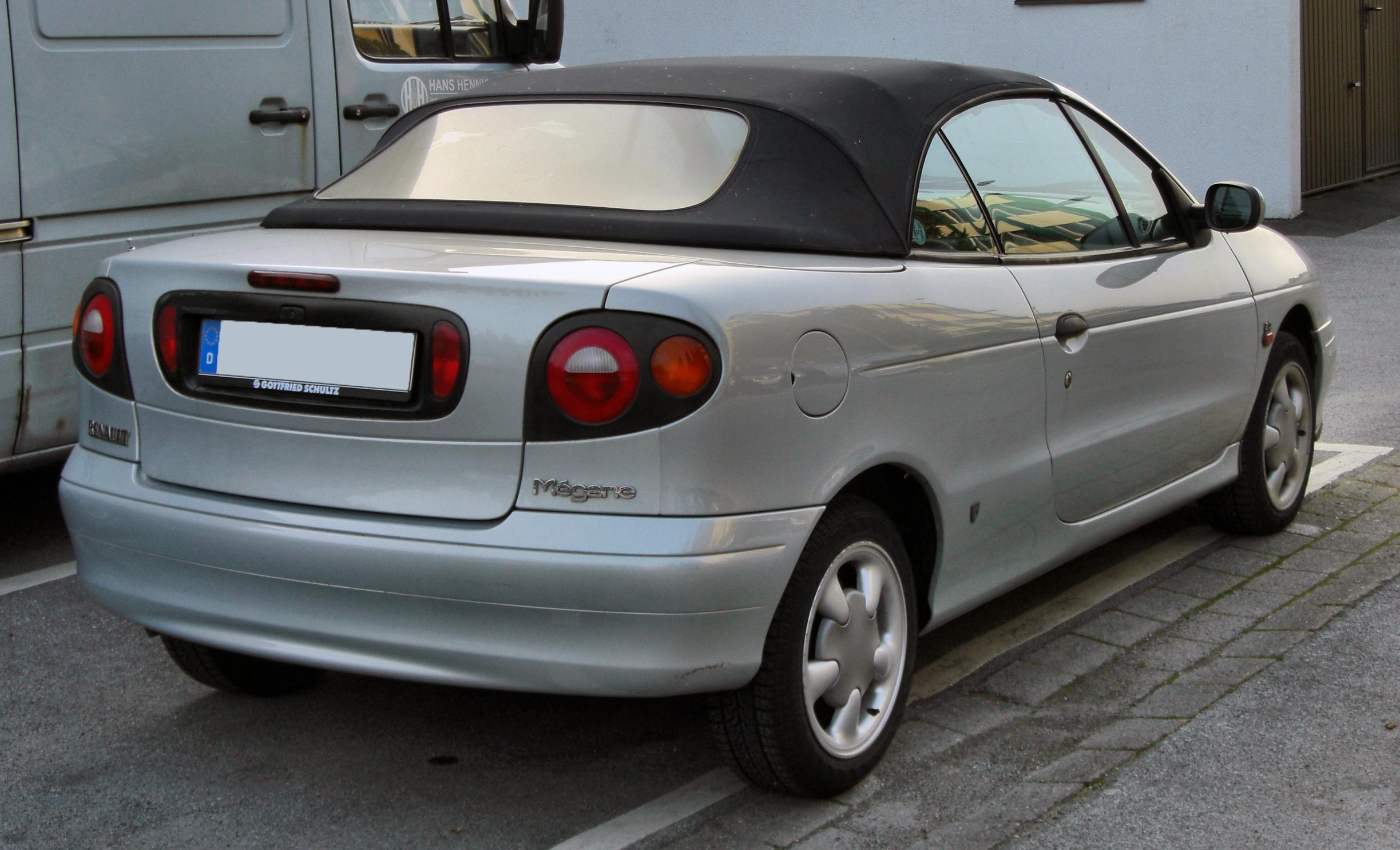
르노 메간(컨버터블 전기형) 후측면

## 2세대

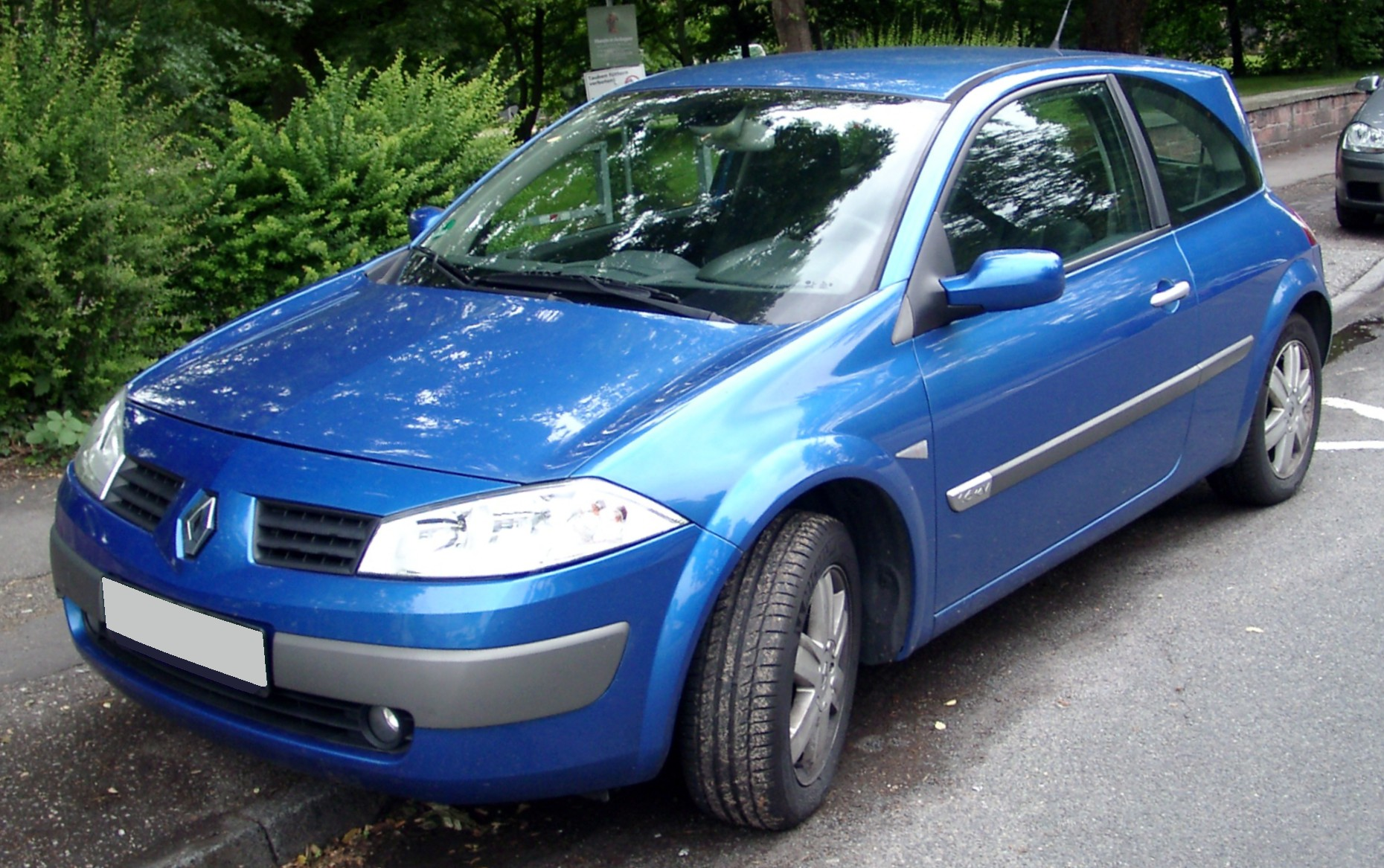
르노 메간(해치백 전기형) 정측면

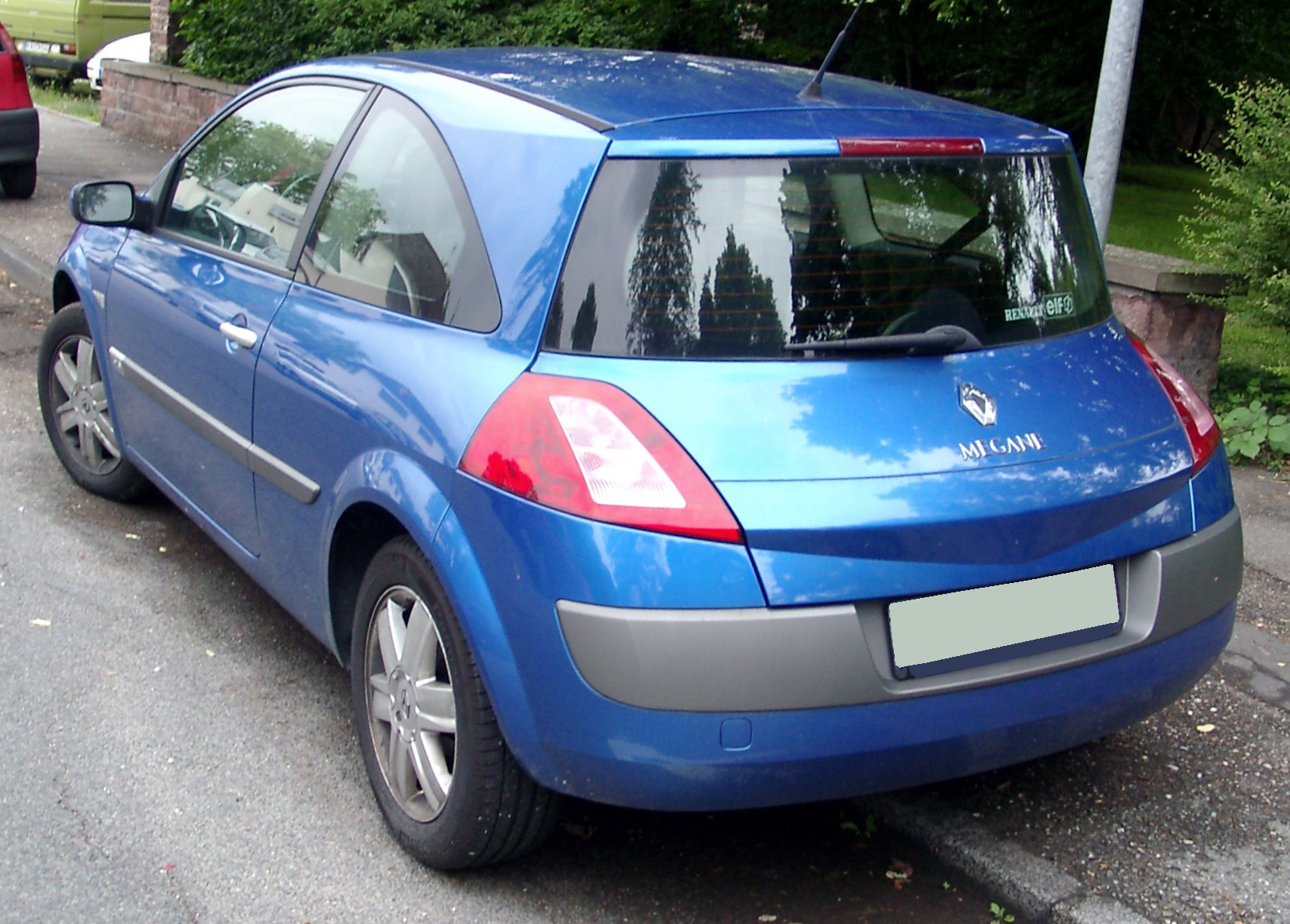
르노 메간(해치백 전기형) 후측면

2002년에 출시되었다. 해치백의 경우 거의 직각으로 선 리어 윈도우와 툭 튀어나온 테일 게이트 등 특유의 독특한 디자인이 특징이다. 2세대부터 차명의 문자체가 소문자의 Megane에서 대문자의 MEGANE으로 변경되었다. 1세대처럼 해치백, 세단, 스테이션 왜건, 컨버터블 등 다양한 바디 타입을 갖춰 선택의 폭을 넓혔으며, 2003년 유럽 올해의 차를 수상했다. 2005년에 페이스리프트를 거쳐 디자인이 소폭 변경되었다. 한때 대한민국에 들어올 르노의 첫 번째 차가 메간이 될 것으로 유력했지만, 결국 무산되어 2013년에 르노삼성 QM3(르노 캡쳐)가 수입될 때까지 르노의 차종은 한동안 대한민국에 수입되지 않았다. 라인업 중 RS는 최고 출력이 230마력으로, 뒷 좌석을 제거하고, 카본 풀 버켓 시트와 카본 본넷 등이 적용되어 경량화를 실현했다. 이로 인해 독일의 뉘르부르크링 서킷에서 8분 17초의 랩 기록을 세웠다. 영국, 프랑스, 스위스, 스페인, 독일 등 5개 국가에서 450대가 한정 판매되었다.

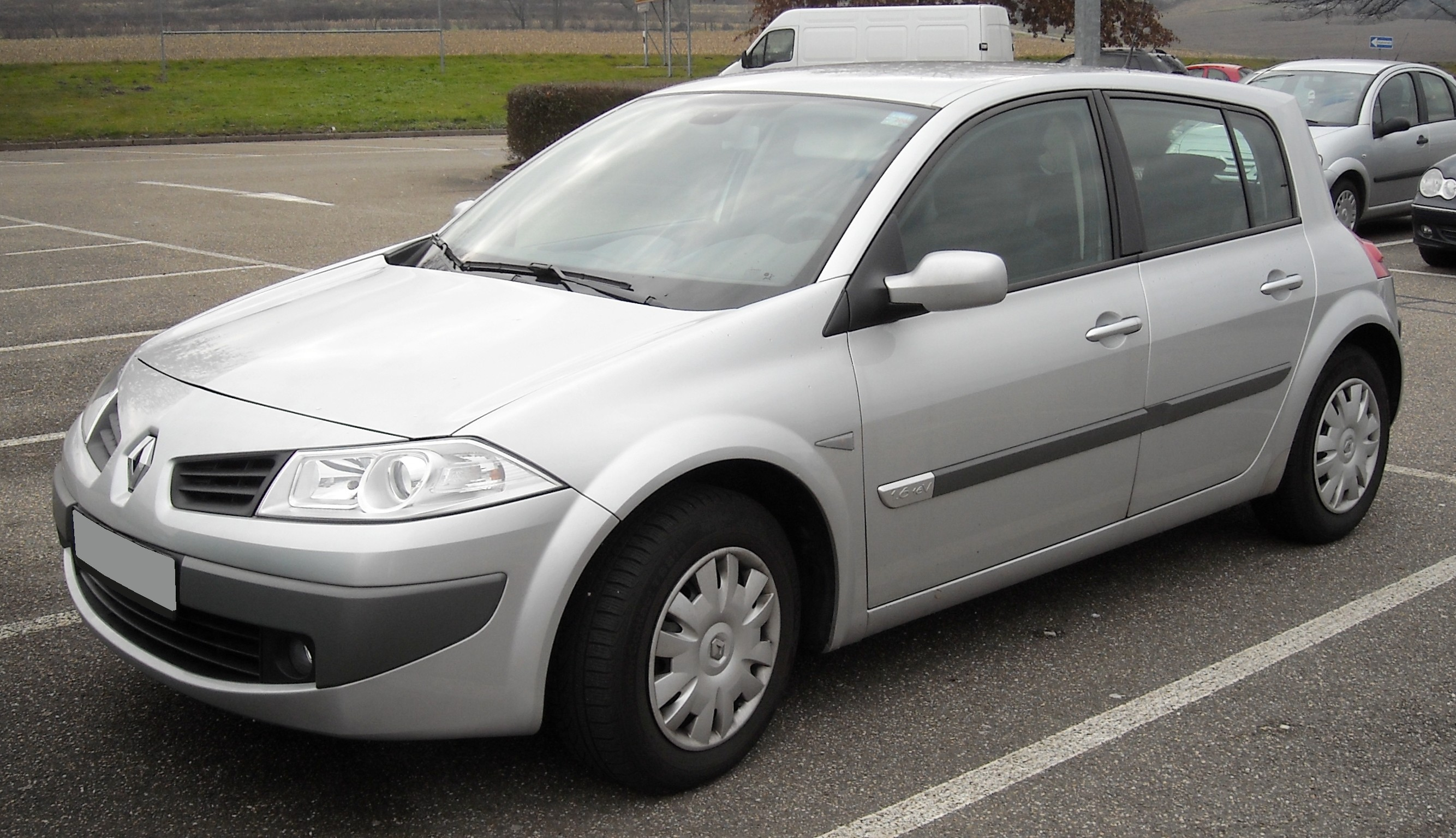
르노 메간(해치백 후기형) 정측면
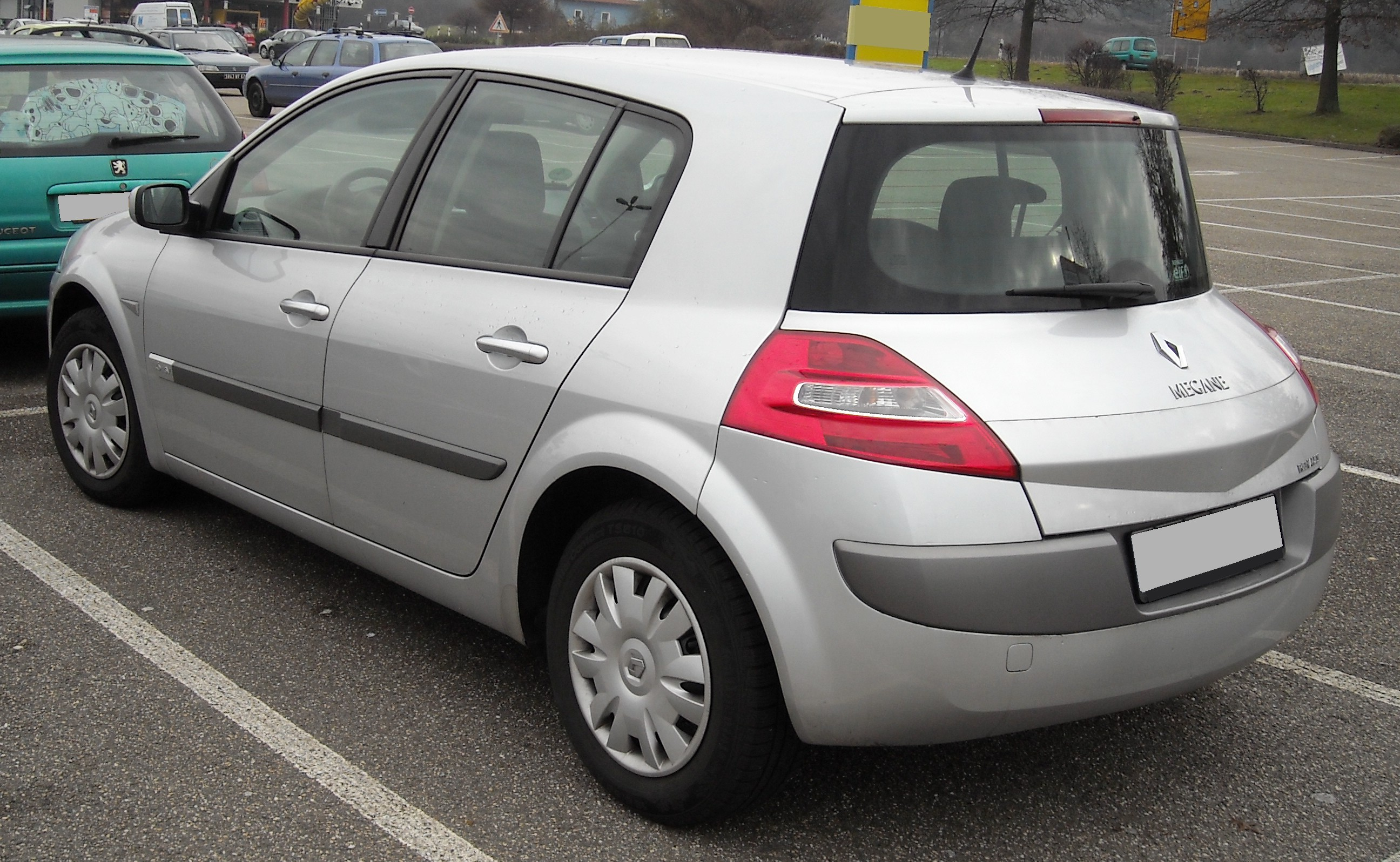
르노 메간(해치백 후기형) 후측면
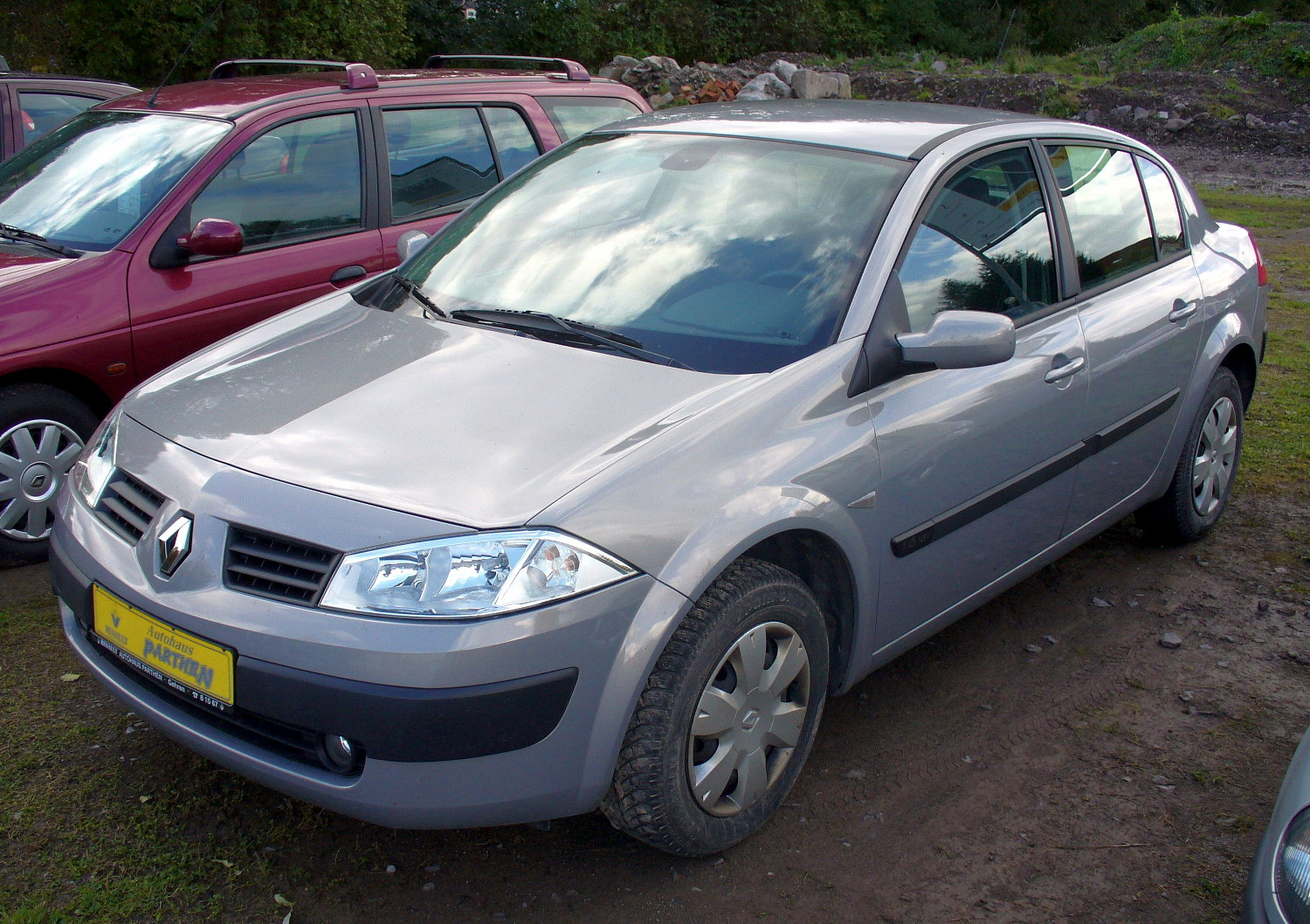
르노 메간(세단 전기형) 정측면
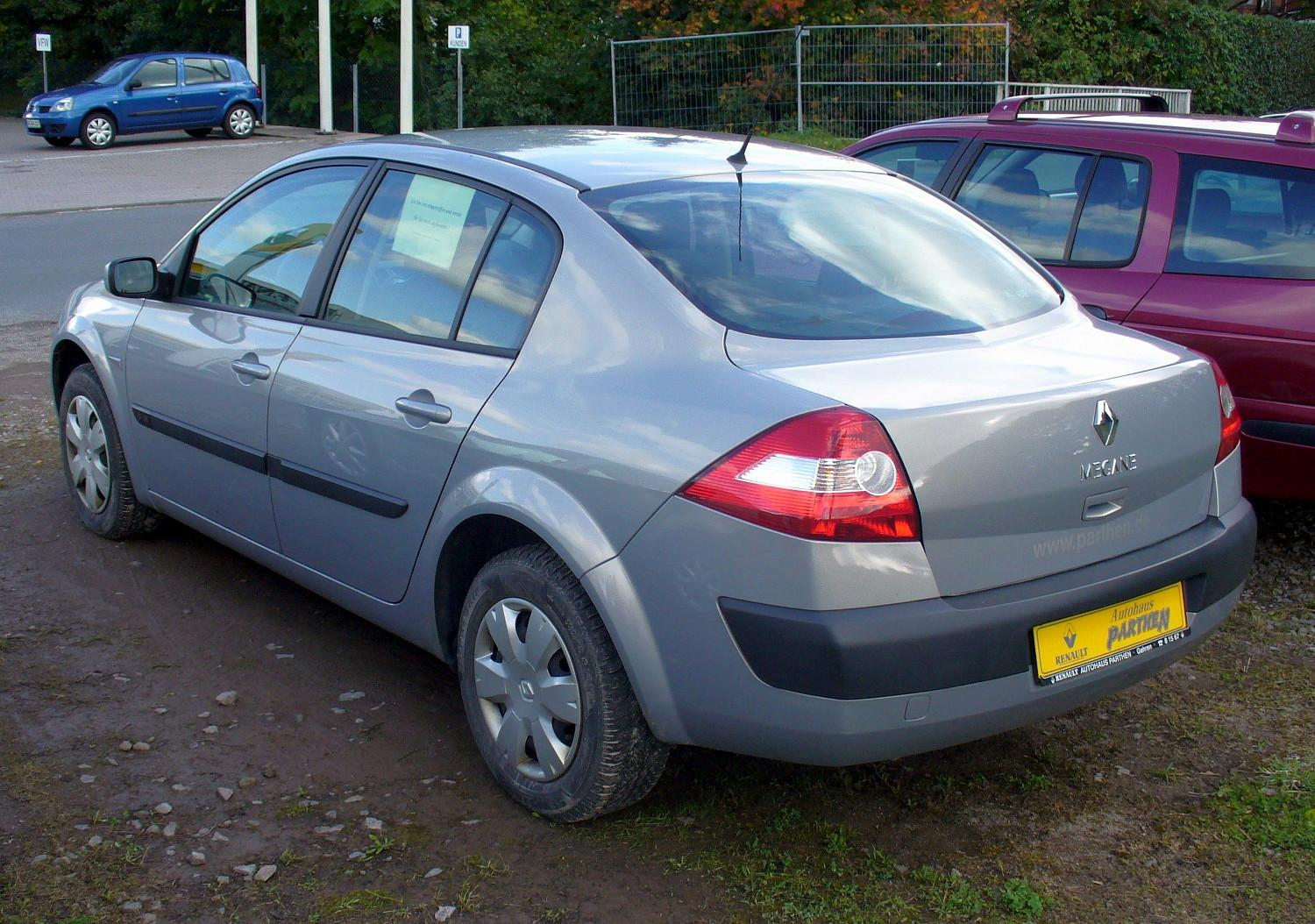
르노 메간(세단 전기형) 후측면
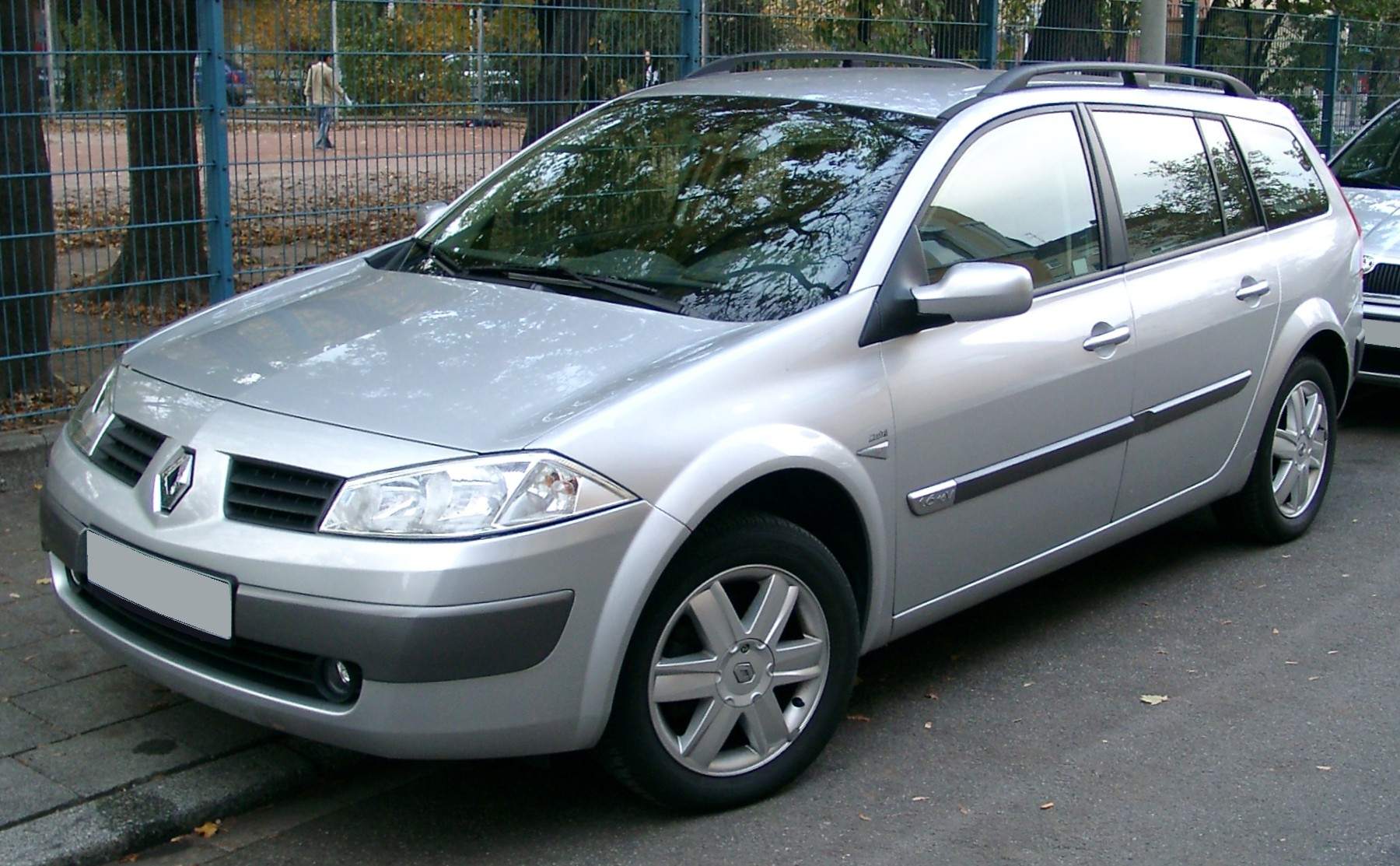
르노 메간(왜건 전기형) 정측면
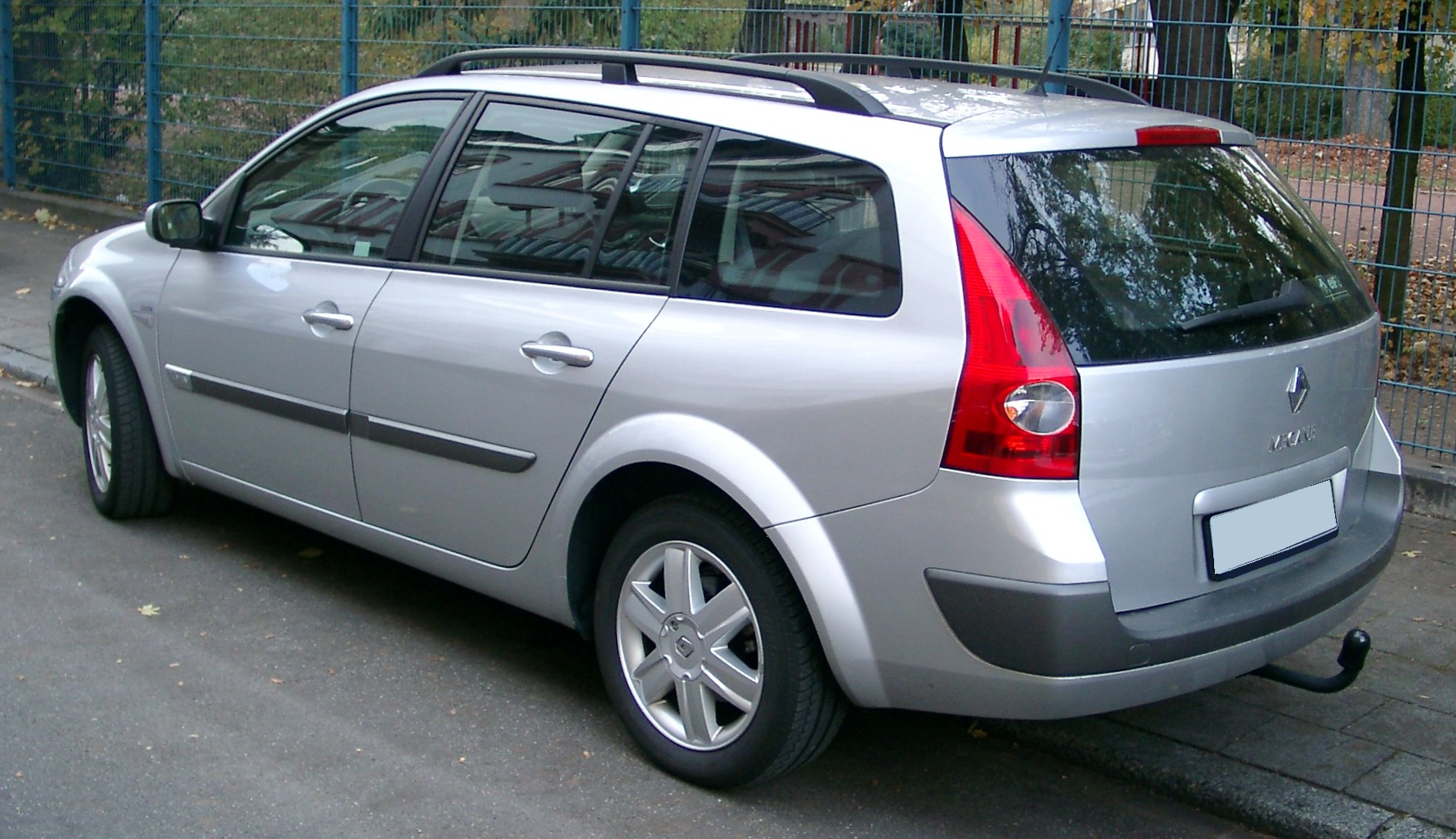
르노 메간(왜건 전기형) 후측면
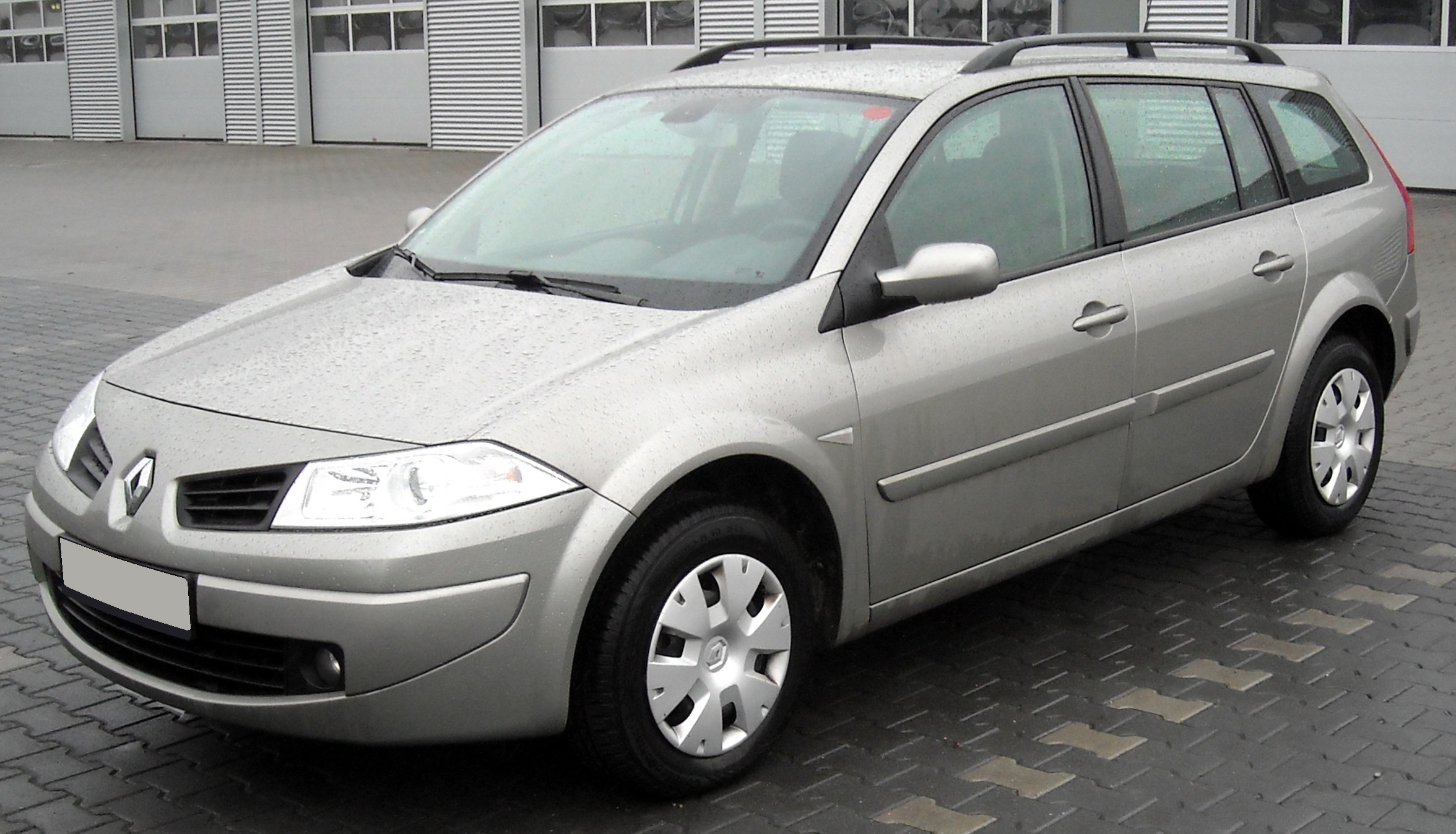
르노 메간(왜건 후기형) 정측면
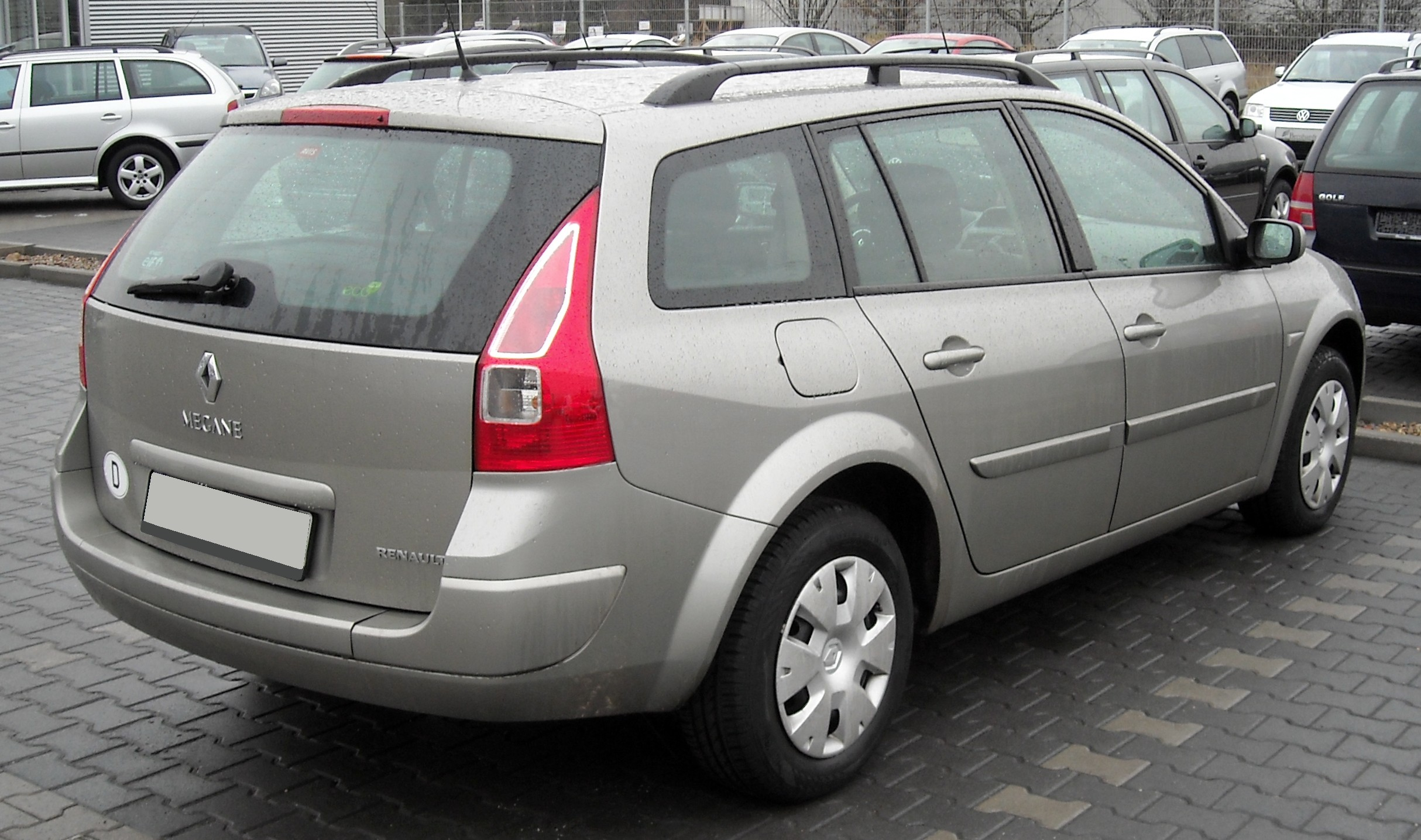
르노 메간(왜건 후기형) 후측면
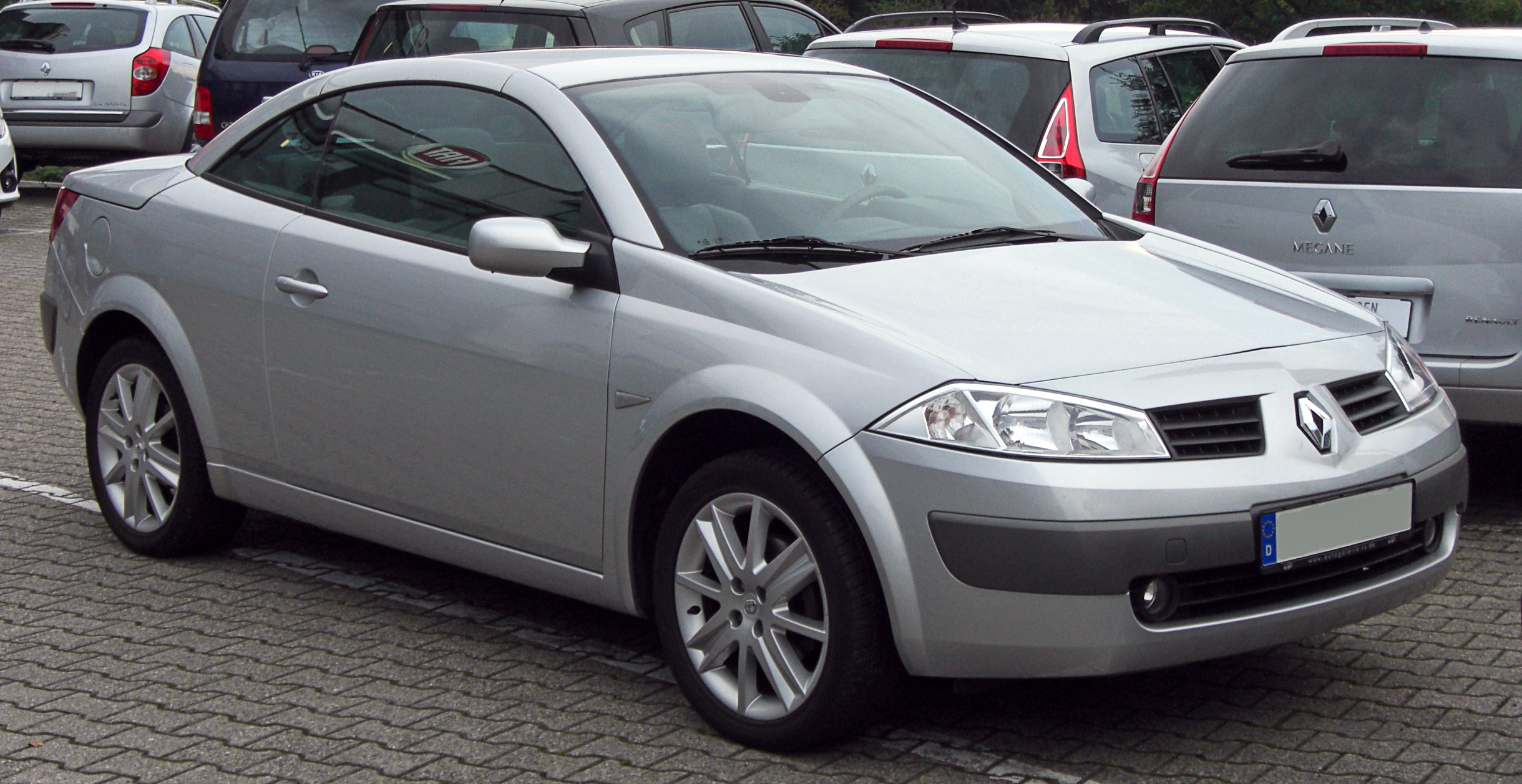
르노 메간(컨버터블 전기형) 정측면
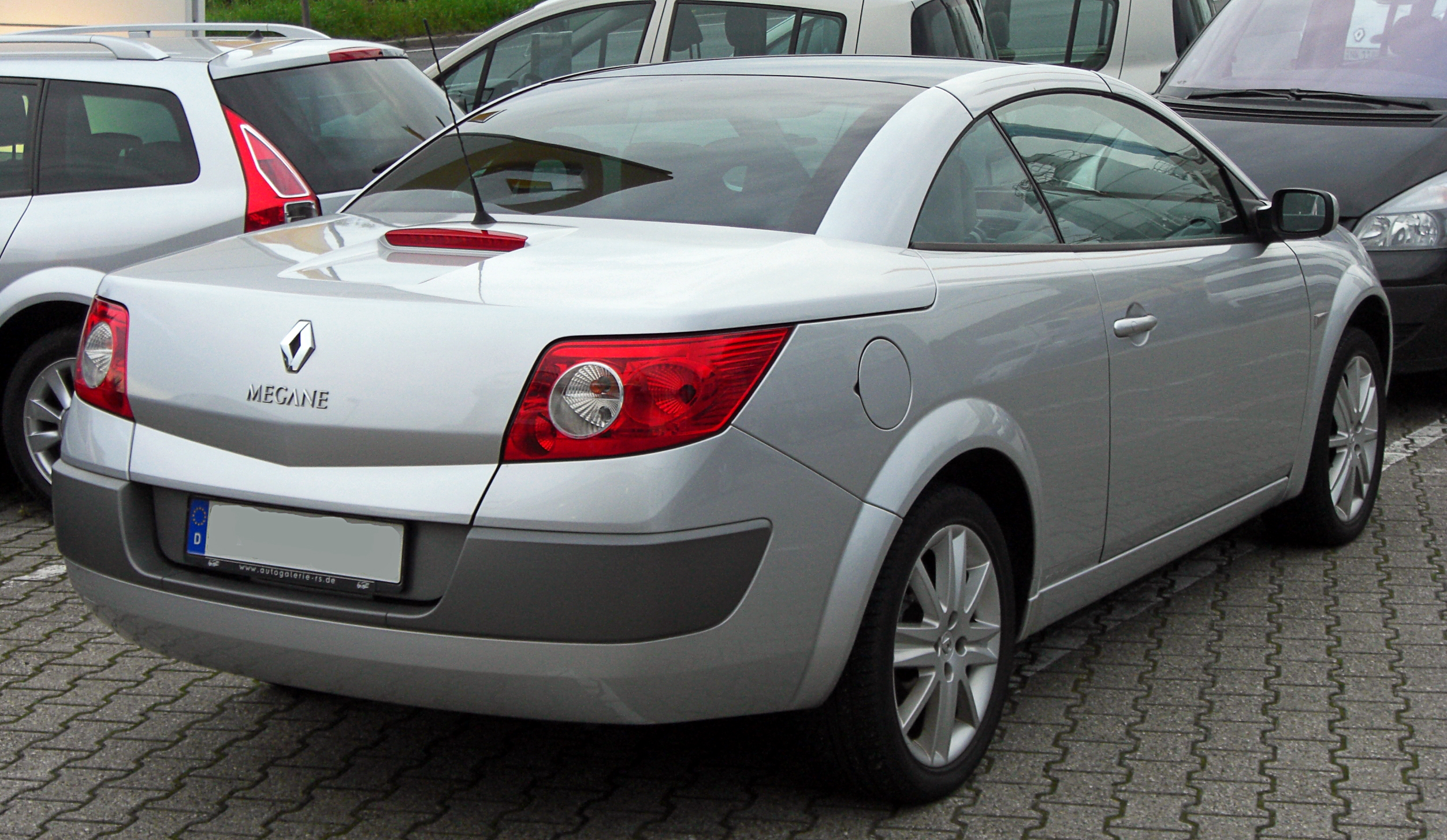
르노 메간(컨버터블 전기형) 후측면
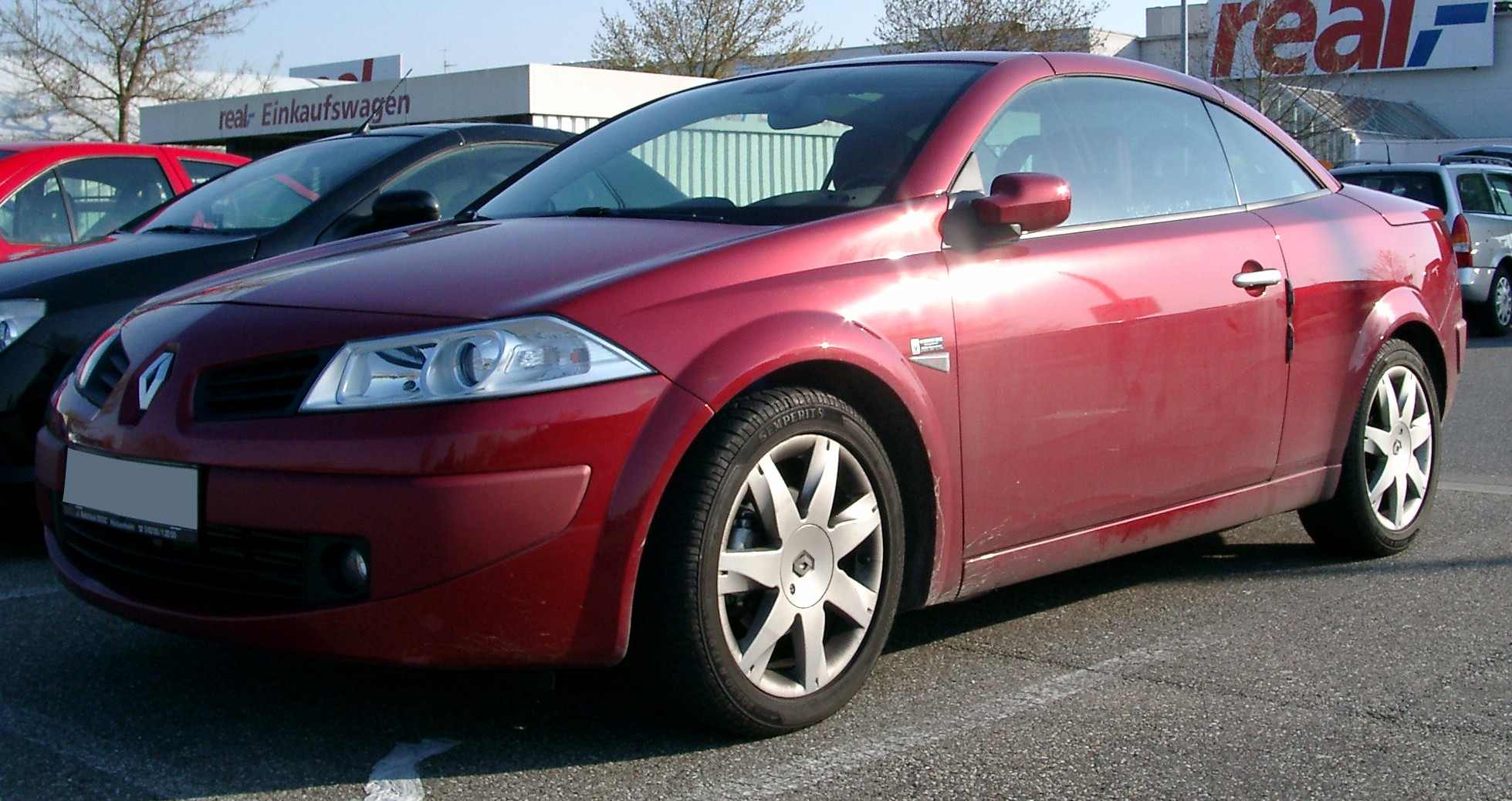
르노 메간(컨버터블 후기형) 정측면
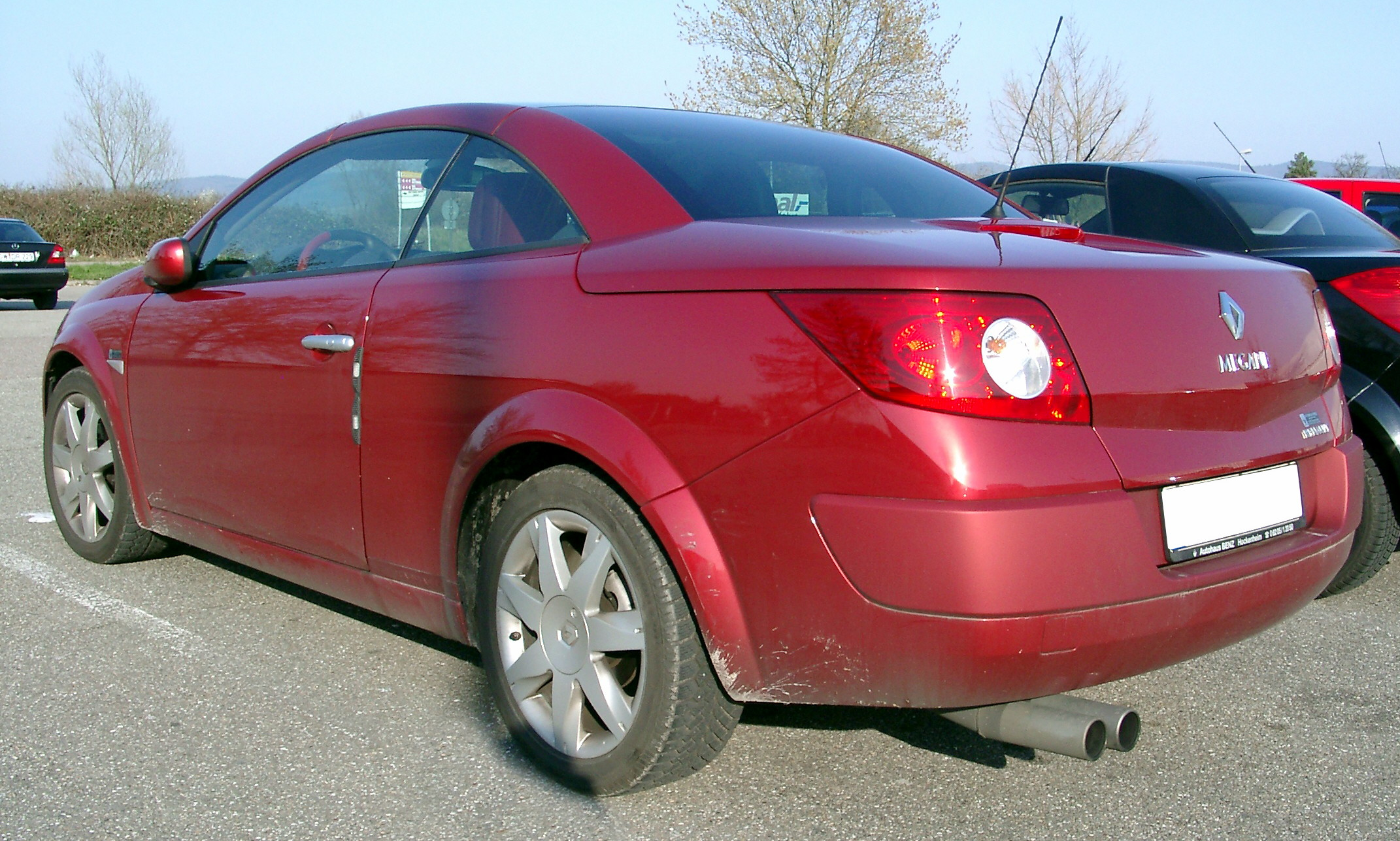
르노 메간(컨버터블 후기형) 후측면

## 3세대

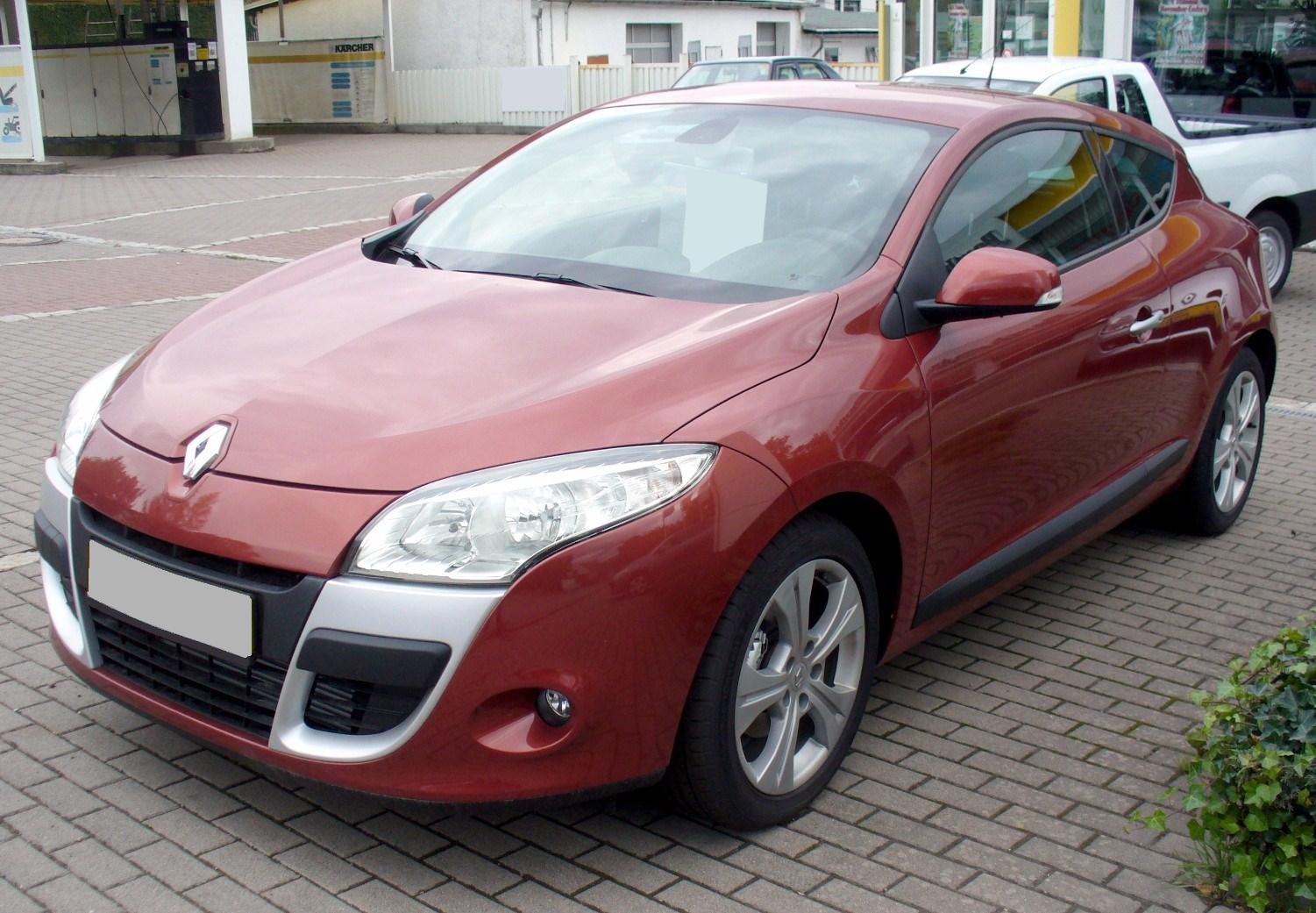
르노 메간(해치백 전기형) 정측면

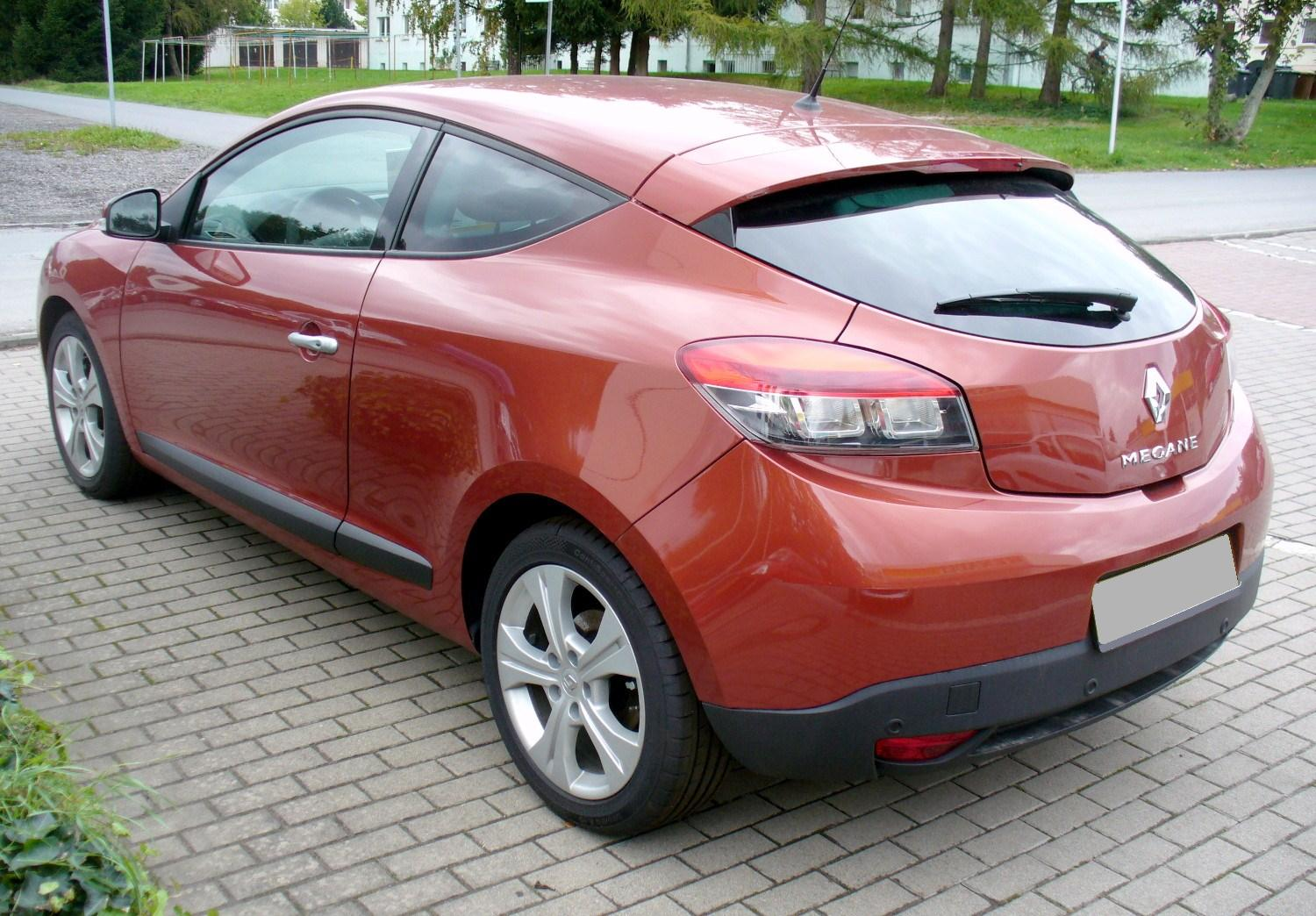
르노 메간(해치백 전기형) 후측면

2008년에 해치백과 쿠페가 처음 공개되었고, 곧 판매가 개시되었다. 전폭이 1,800mm가 넘는 등 차체 크기는 커졌으나, 차체의 95%는 재활용할 수 있는 소재가 사용되었고, CVT를 탑재하는 등 2세대보다 중량이 가벼워졌다. 3세대부터는 휠 너트가 4홀에서 5홀로 변경되었다. 바디 타입 중 세단은 플루언스로 이행되었다.

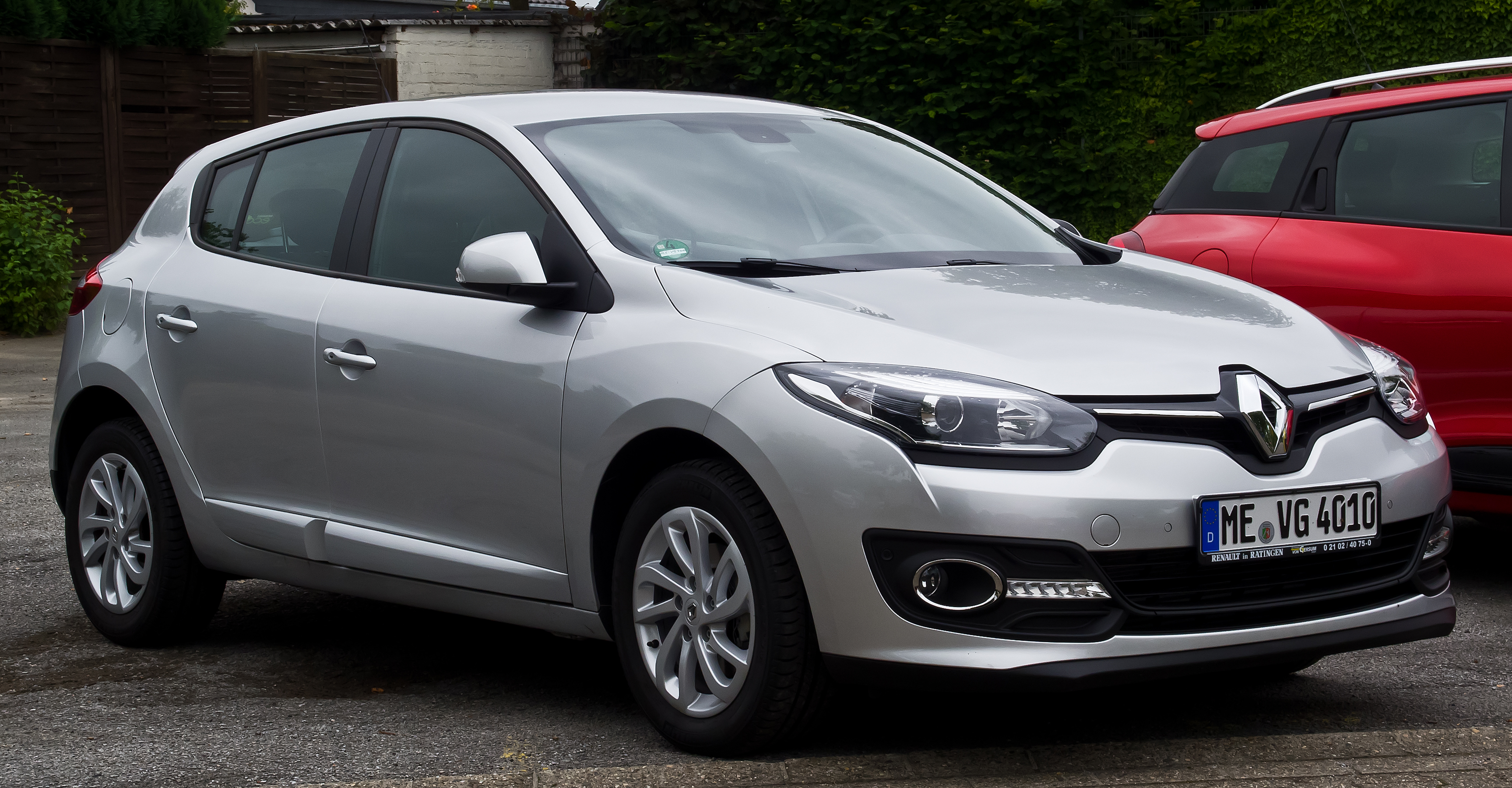
르노 메간(해치백 후기형) 정측면
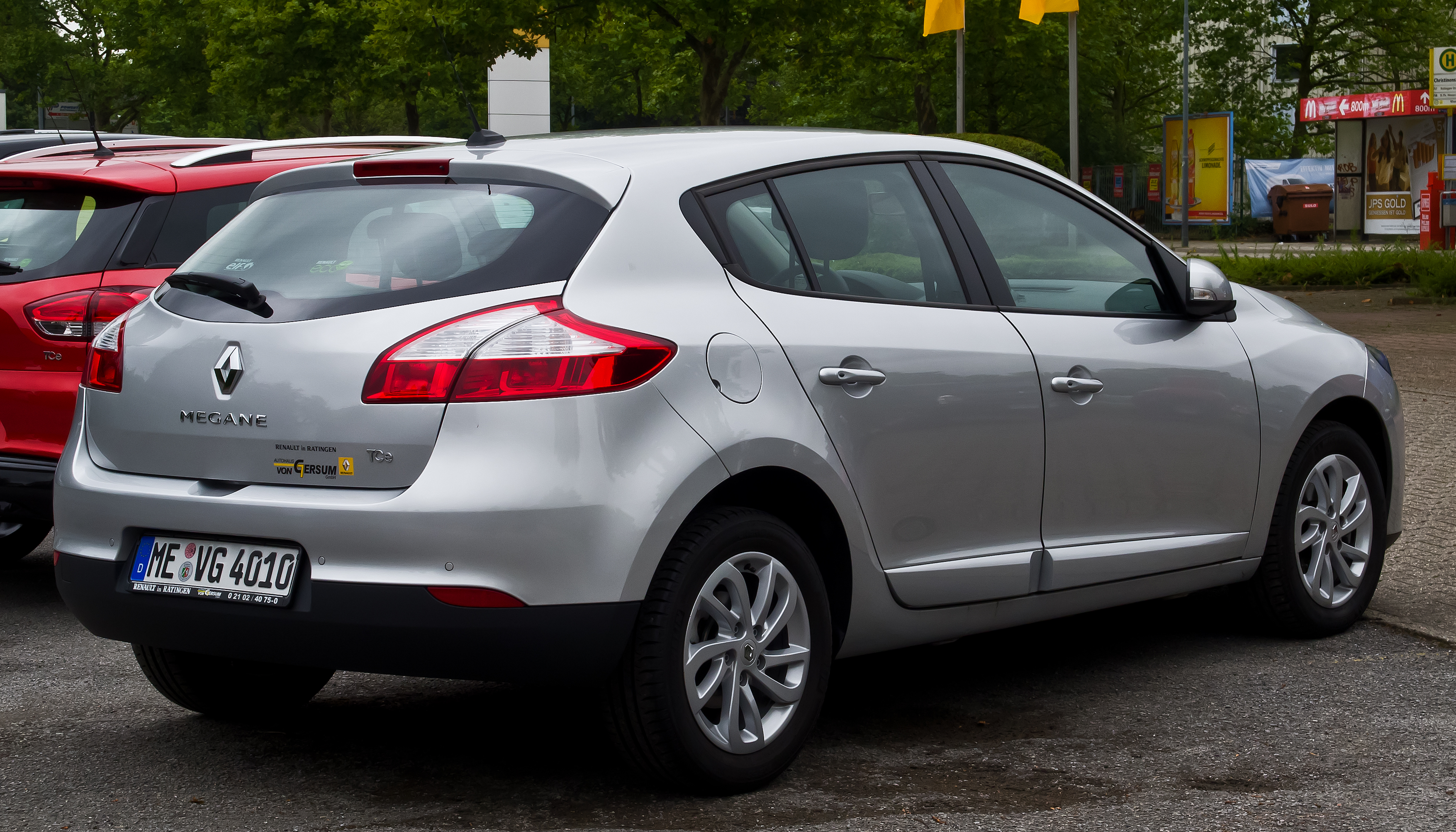
르노 메간(해치백 후기형) 후측면
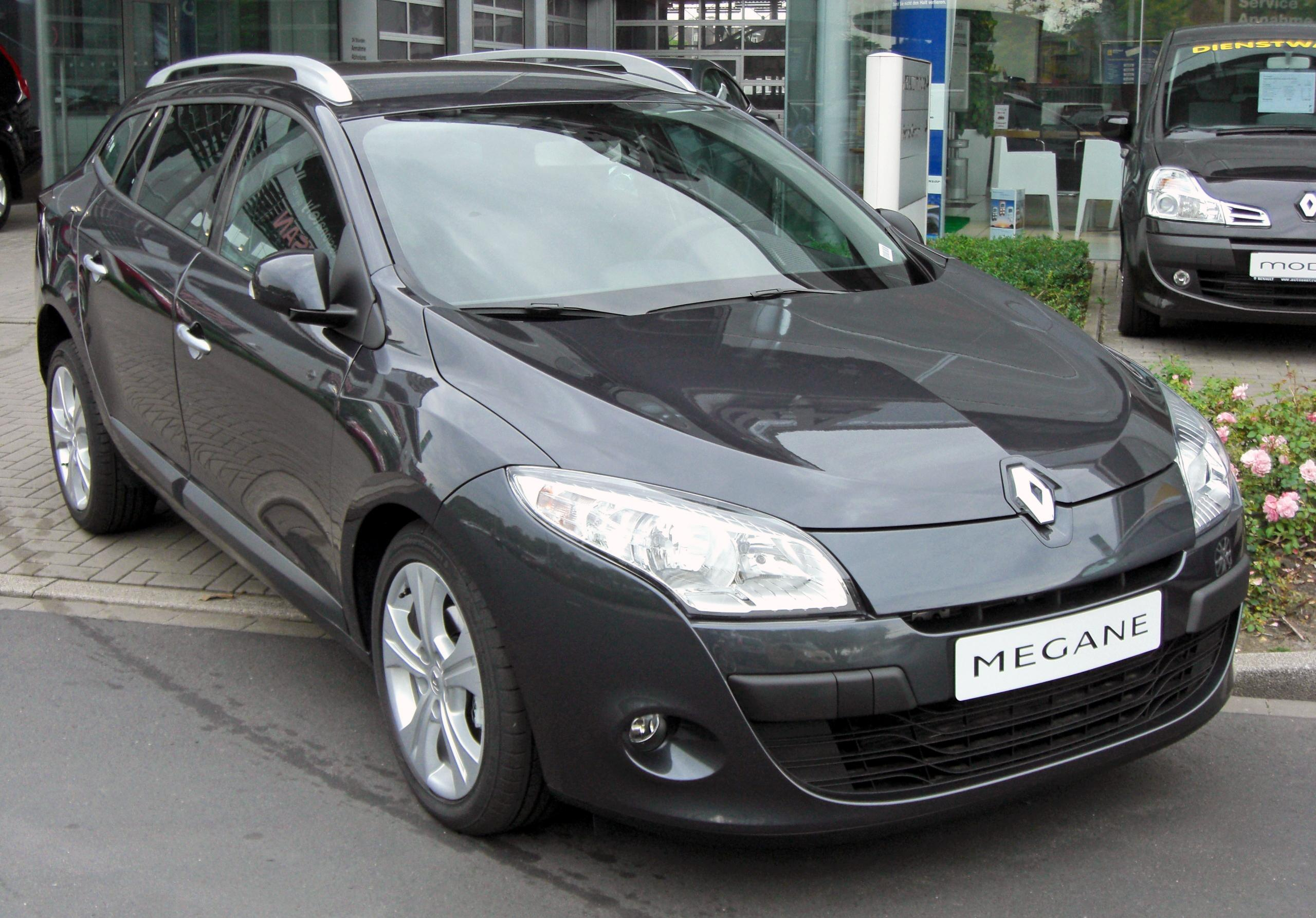
르노 메간(왜건 전기형) 정측면
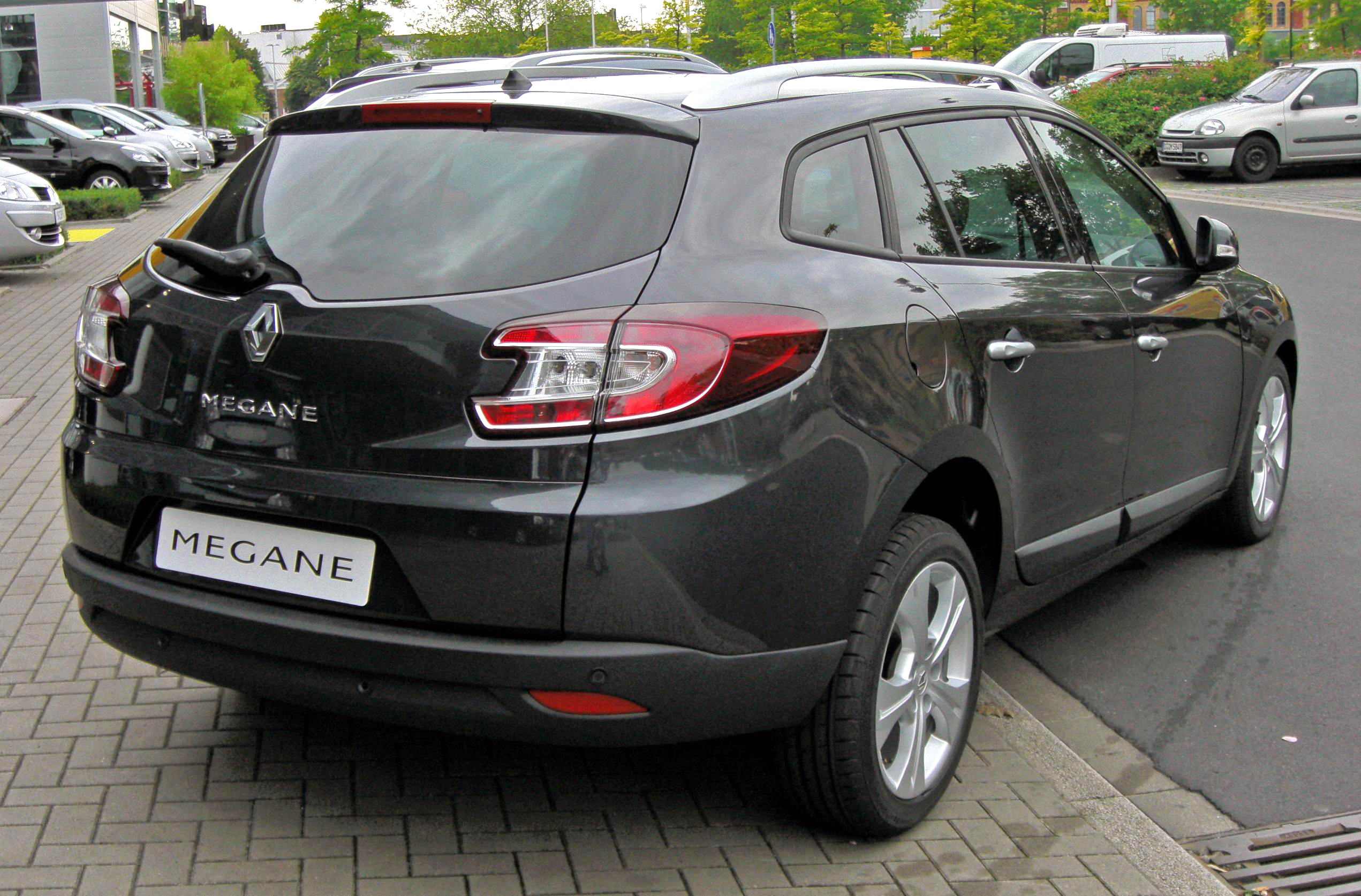
르노 메간(왜건 전기형) 후측면
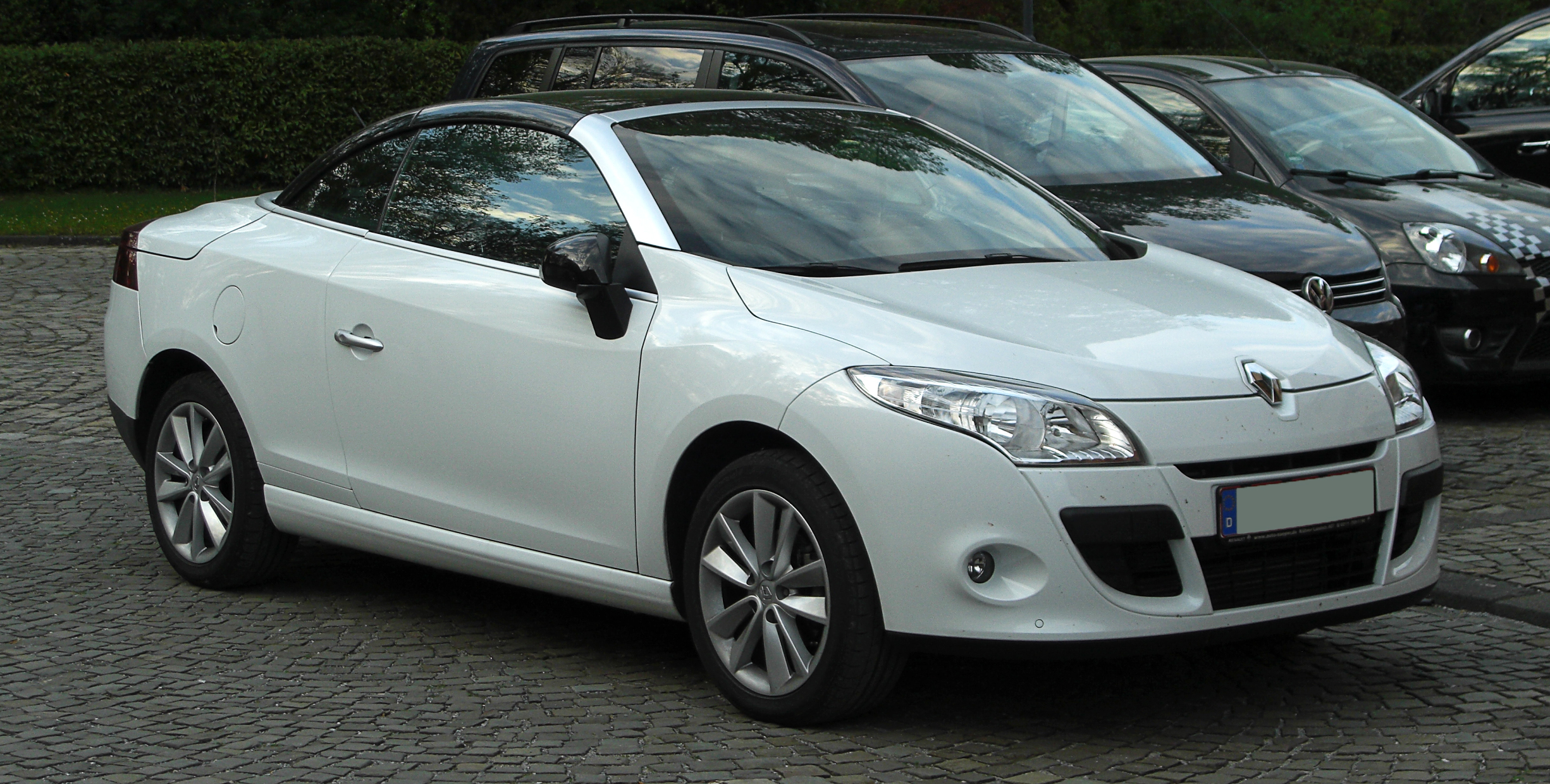
르노 메간(컨버터블 전기형) 정측면
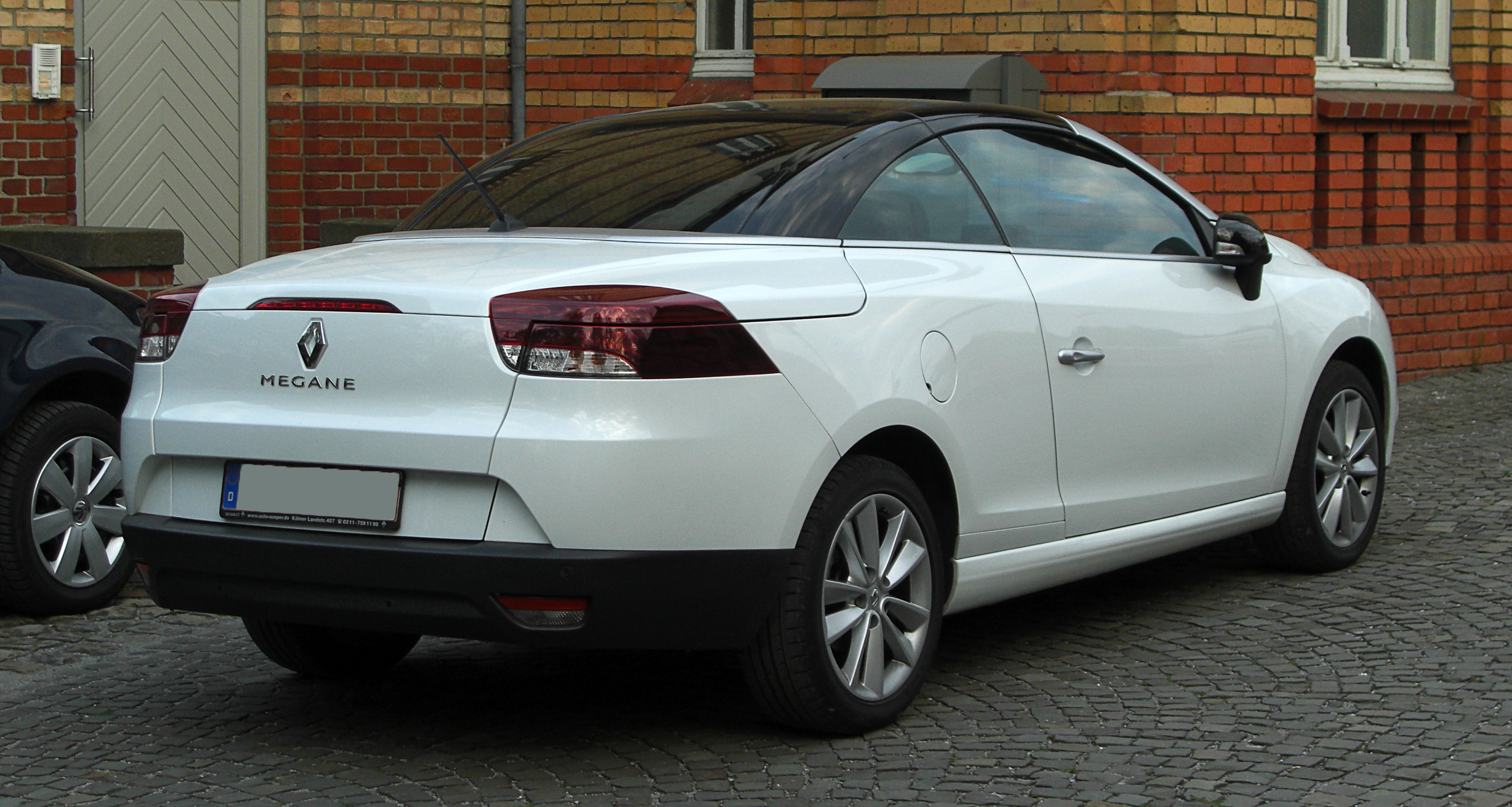
르노 메간(컨버터블 전기형) 후측면
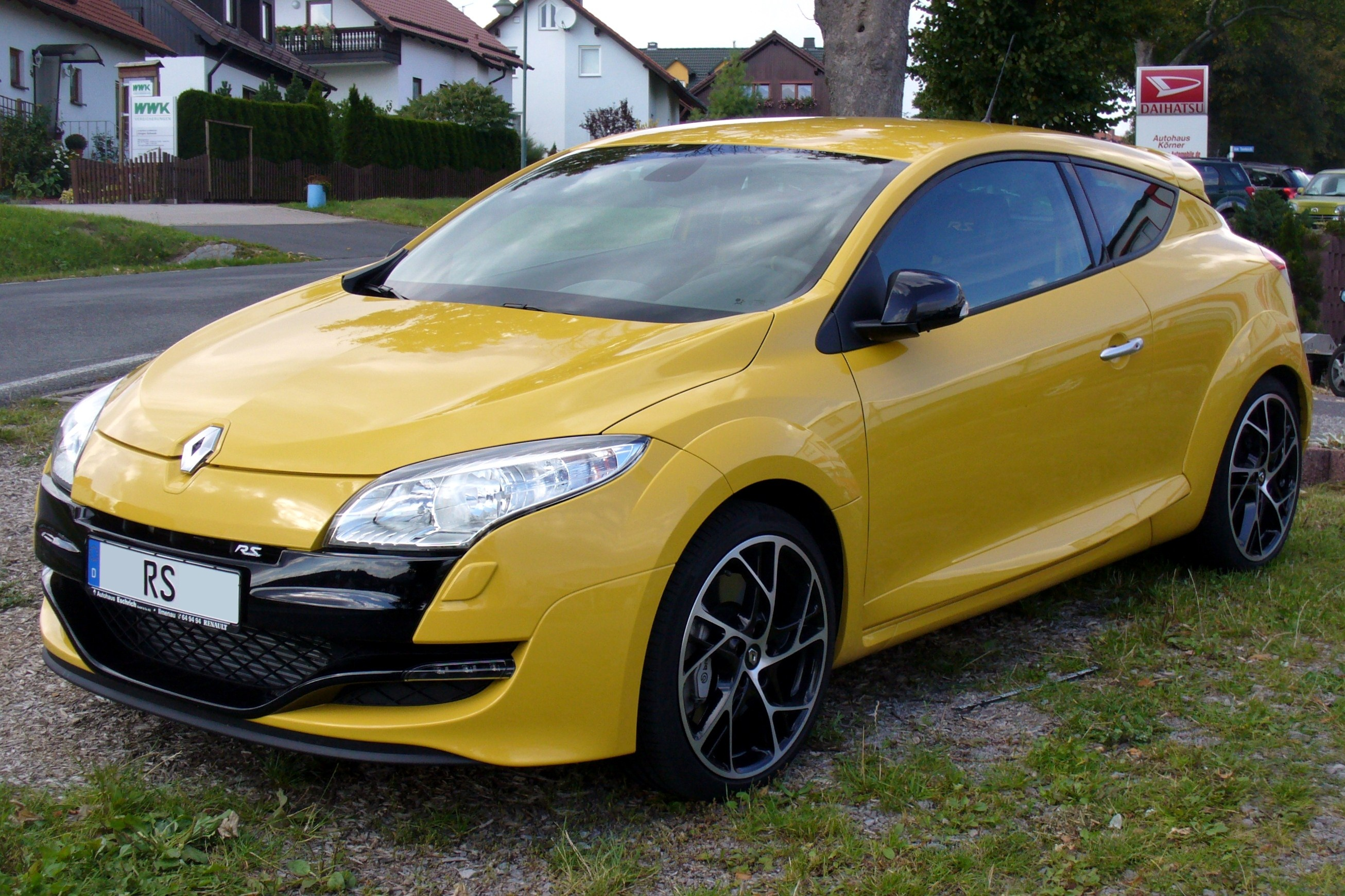
르노 메간 RS(전기형) 정측면
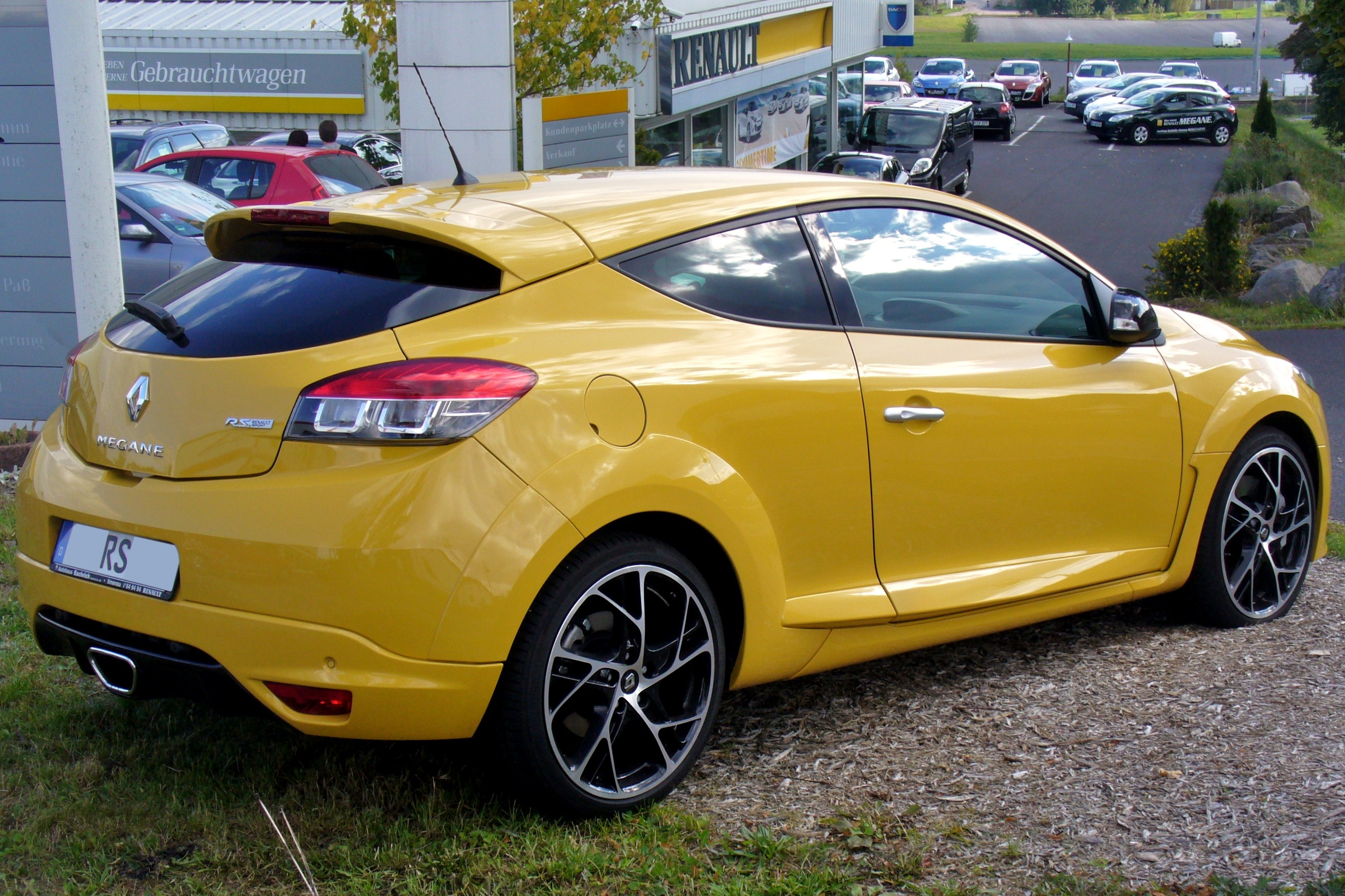
르노 메간 RS(전기형) 후측면
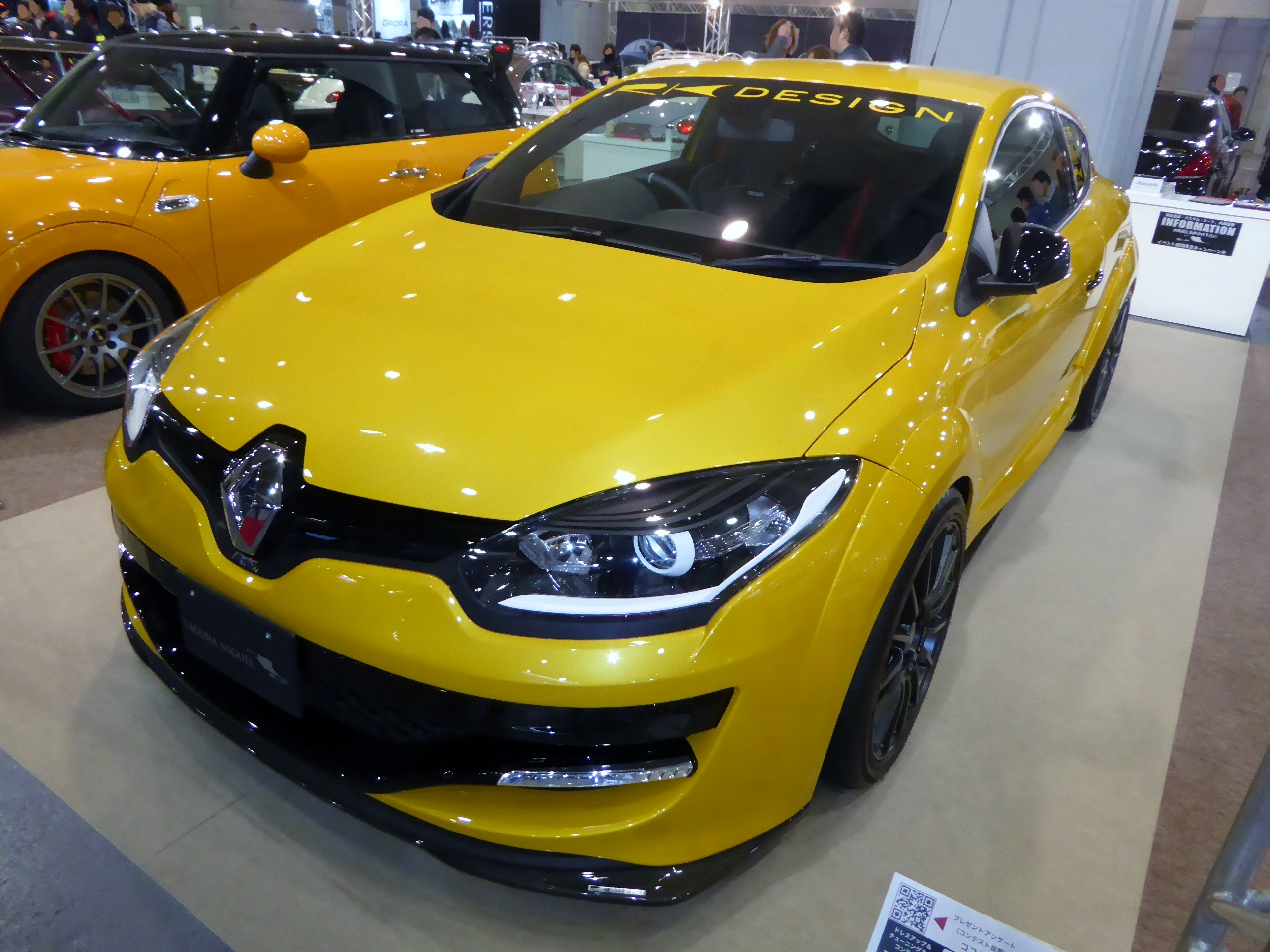
르노 메간 RS(후기형) 정측면
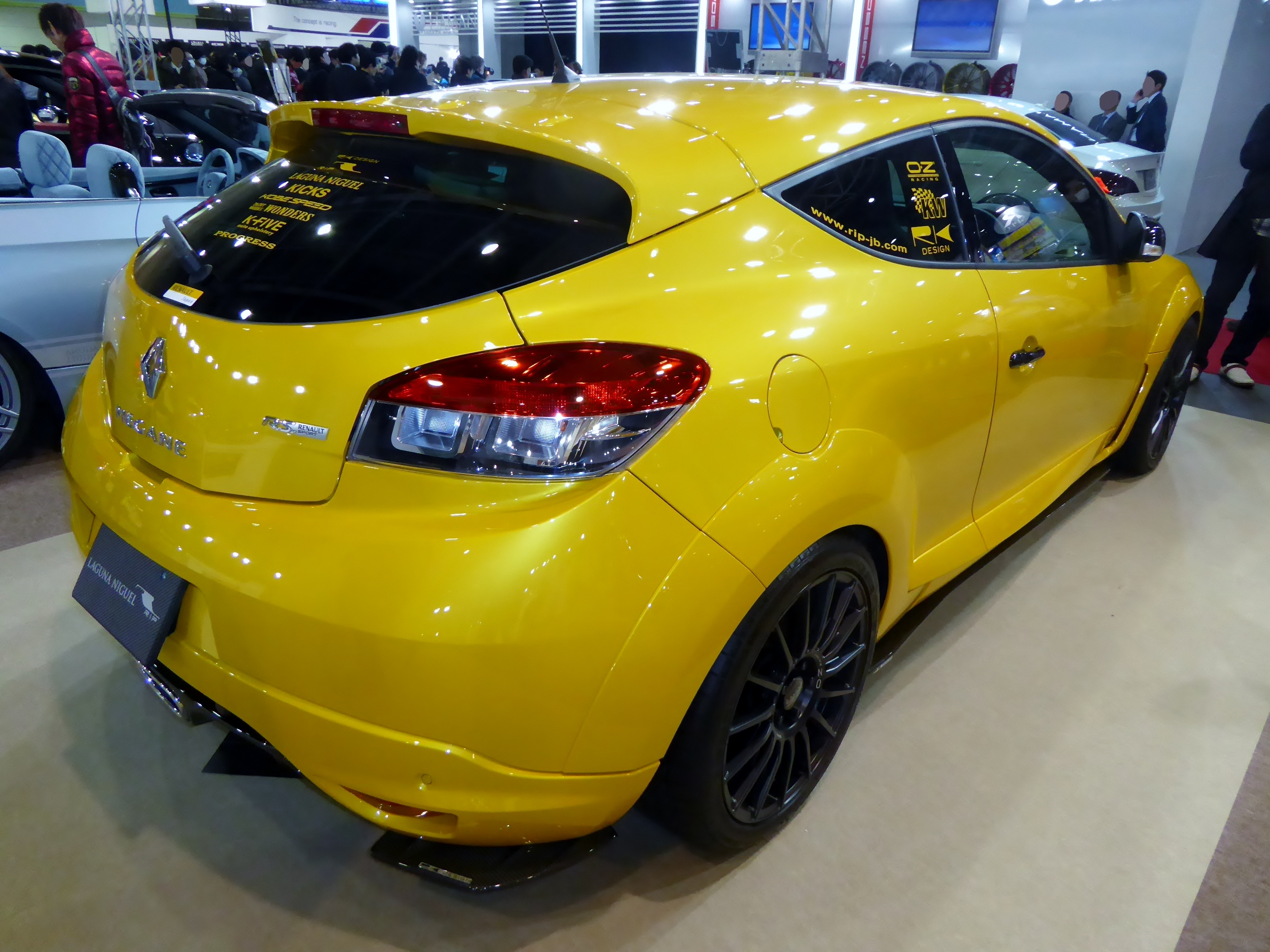
르노 메간 RS(후기형) 후측면

## 4세대

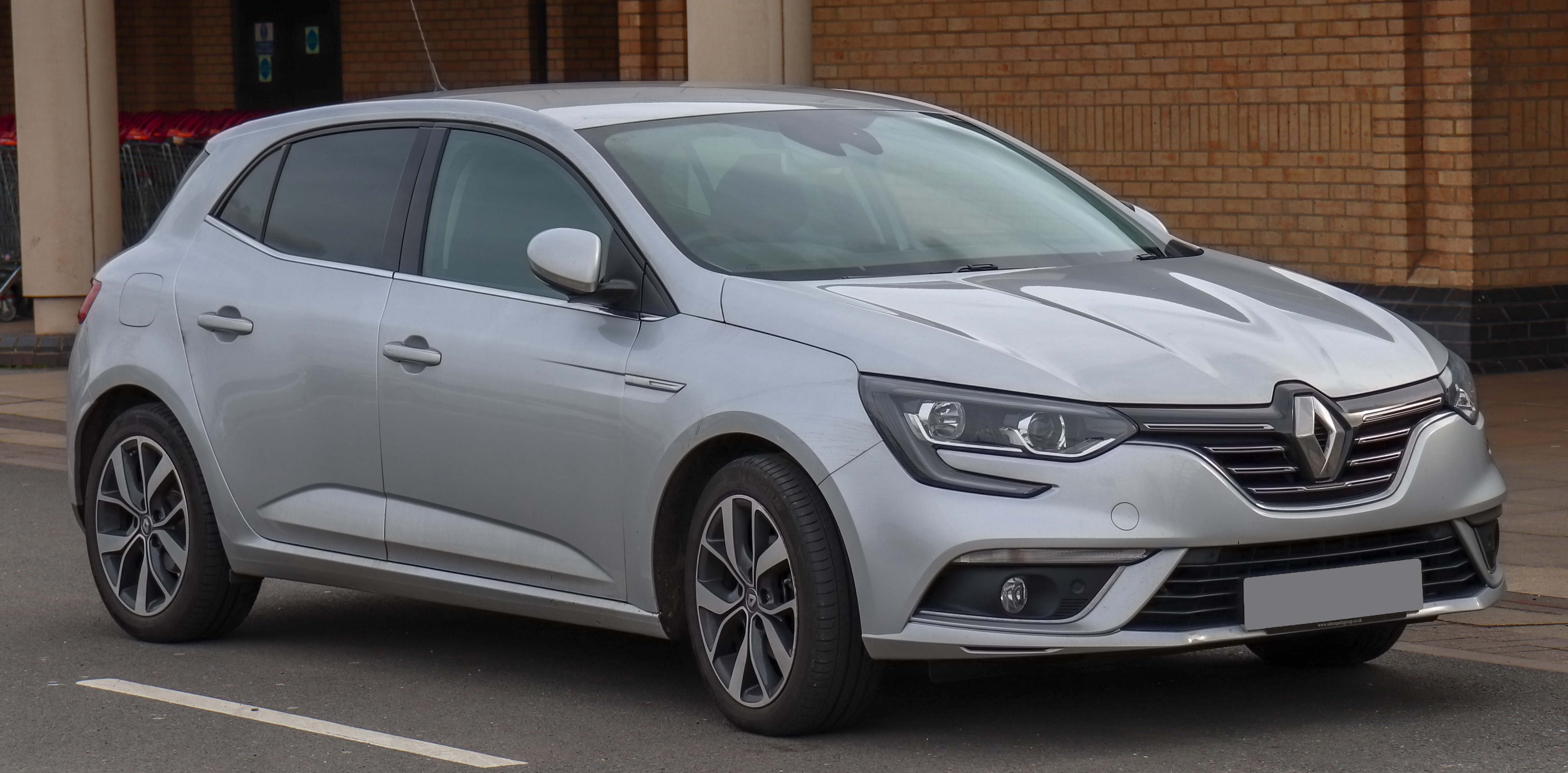
르노 메간 정측면

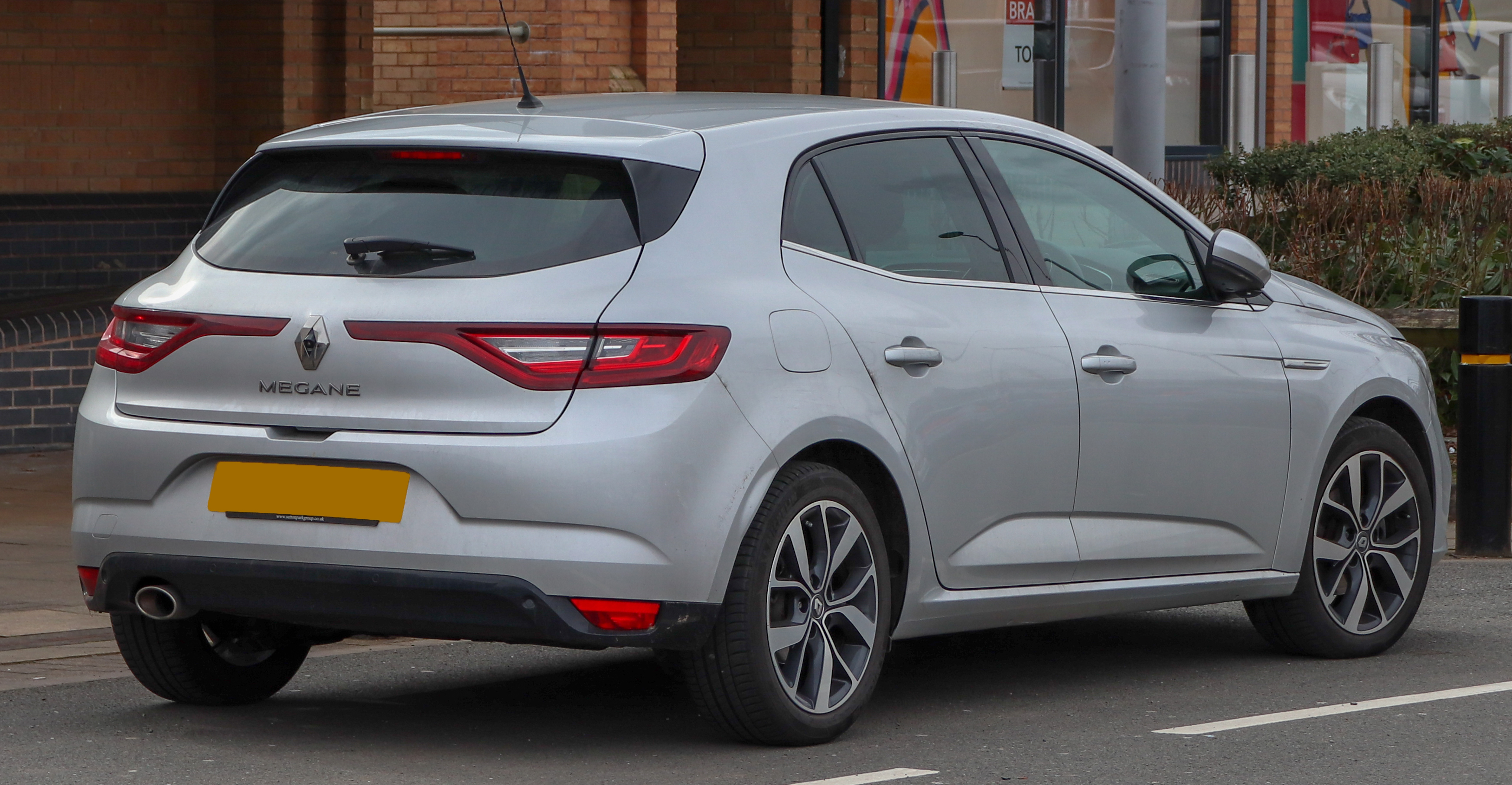
르노 메간 후측면

2015년 9월에 프랑크푸르트 국제 모터쇼를 통해 공개되었으며, 2016년 7월에 출시되었다. CMF-CD 플랫폼을 기반으로 개발되었다. 3도어 해치백과 쿠페가 없어졌고, 5도어 해치백과 스테이션 왜건만 남겨둔 대신 세단 모델이 부활하였다. 

## 경쟁 차종
- 현대자동차 - i30
- 기아자동차 - 씨드
- 혼다 - 시빅
- 토요타 - 코롤라
- 폭스바겐 - 골프
- 오펠 - 아스트라
- 푸조 - 308
- 포드 - 포커스

## 같이 보기
- 르노 플루언스